# Cultura de Irlanda
La cultura de Irlanda incluye costumbres y tradiciones, lenguaje, música, arte, literatura, folclore, cocina y deportes asociados con Irlanda y el pueblo irlandés. Durante la mayor parte de su historia registrada, la cultura irlandesa ha sido principalmente gaélica. También ha sido influenciada por la cultura danesa, escocesa, francesa, inglesa, noruega y sueca. Los vikingos invadieron por primera vez Irlanda en el siglo VIII y tuvieron una influencia significativa en la cultura material de Irlanda en aquel momento. Los anglo-normandos invadieron Irlanda en el siglo XII, mientras que la conquista y colonización de Irlanda del siglo xvi y xvii vio la aparición de los anglo-irlandeses y escoceses-irlandeses (o escoceses del Úlster). Hoy en día, hay notables diferencias culturales entre los de origen católico y protestante (especialmente el Úlster protestante), y entre los nómadas irlandeses y la población establecida.
Debido a la emigración a gran escala de irlandeses, la cultura irlandesa tiene un alcance global y los festivales tales como el día de San Patricio y el Halloween, se celebran por todo el mundo. La cultura irlandesa ha sido en cierto modo heredada y modificada por la diáspora irlandesa, que a su vez ha influido en el país de origen.
Aunque hay muchos aspectos únicos de la cultura irlandesa, comparte rasgos sustanciales con los de Reino Unido, otros países de habla inglesa, otros países europeos predominantemente católicos y los otros países celtas.
La isla de Irlanda es famosa por el Libro de Kells, música tradicional irlandesa y escritores tales como Jonathan Swift, Brendan Behan, Douglas Hyde, Flann O'Brien, Sheridan Le Fanu, Sean O'Casey, George Berkeley, James Joyce, George Bernard Shaw, Richard Brinsley Sheridan, Oliver Goldsmith, Oscar Wilde, Bram Stoker, W.B. Yeats, Samuel Beckett, Séamus Heaney y otros.
El primer médico con titulación nobiliaria que existió, Sir Hans Sloane, era un médico irlandés cuya afición consistía en la botánica y cuya colección es el núcleo del Museo Británico. Figuras culturales irlandesas del tardío siglo xx incluyen a Christy Moore, Pat Ingolsbht, Shane MacGowan y Sinéad O'Connor. En el área del espectáculo se destacan la banda de rock U2, Bob Geldof, Thin Lizzy, Horslips, Rory Gallagher, Niall Horan, The Corrs, The Cranberries, Westlife, Chris De Burgh y Van Morrison, en música más tradicional destacan Enya, The Dubliners y The Chieftains entre otros y el espectáculo de danza Riverdance. La danza irlandesa es popular en todo el mundo.

## Agricultura y tradición rural

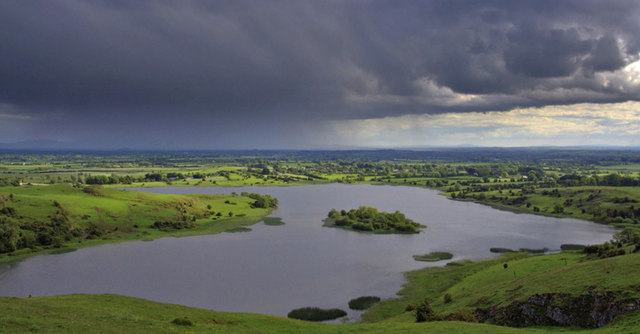
Lough Gur, un antiguo asentamiento agrícola irlandés.

Como lo demuestra la evidencia arqueológica de sitios como los Campos Céide en el condado de Mayo y Lough Gur en el condado de Limerick, la agricultura en Irlanda es una actividad que se remonta a los inicios de la colonización humana. En épocas históricas, textos como el Táin Bó Cúailnge muestran una sociedad en la que el ganado representa una fuente primaria de riqueza y estatus. Poco de esto había cambiado en el momento de la invasión normanda de Irlanda en el siglo xii. Giraldus Cambrensis retrató una sociedad gaélica en la que la ganadería y la trashumancia eran la norma.

### Municipios, pueblos, parroquias y condados
Los normandos reemplazaron la administración tradicional de la tierra de los clanes (Ley Brehon) con el sistema señorial de la tenencia de la tierra y la organización social. Esto llevó a la imposición de la aldea, la parroquia y el condado sobre el sistema nativo de townlands. En general, una parroquia era una unidad civil y religiosa con una mansión, un pueblo y una iglesia en su centro. Cada parroquia incorporó uno o más pueblos urbanos existentes en sus límites. Con la extensión gradual del feudalismo inglés sobre la isla, la estructura irlandesa del condado entró en existencia y fue terminada en 1610.
Estas estructuras siguen siendo de vital importancia en la vida cotidiana de las comunidades irlandesas. Aparte del significado religioso de la parroquia, la mayoría de las direcciones postales rurales consisten en nombres de casas y pueblos. El pueblo y la parroquia son puntos focales clave alrededor de los cuales se construyen rivalidades deportivas y otras formas de identidad local y la mayoría de las personas sienten un fuerte sentido de lealtad a su condado nativo, una lealtad que también tiene su expresión más clara en el campo deportivo.

### Propiedad de la tierra y hambre de la tierra
Con la conquista inglesa isabelina, la conquista de Irlanda por Cromwell, y las plantaciones organizadas de los colonos ingleses y escoceses, los patrones de la propiedad de la tierra en Irlanda fueron alterados grandemente. El viejo orden de trashumancia y ganadería de campo abierto se extinguió para ser reemplazado por una estructura de grandes haciendas, pequeños arrendatarios con más o menos precariedad en sus contratos de arrendamiento y una masa de trabajadores sin tierra. Esta situación continuó hasta finales del siglo xix, cuando la agitación de la Liga de la Tierra empezó a provocar la reforma agraria. En este proceso de reforma, los antiguos inquilinos y obreros se convirtieron en propietarios de tierras, con las grandes fincas siendo divididas en pequeñas y medianas explotaciones y pequeñas explotaciones. Esta situación continuó hasta finales del siglo xix, cuando la agitación de la Liga de la Tierra empezó a provocar la reforma agraria. En este proceso de reforma, los antiguos inquilinos y obreros se convirtieron en propietarios de tierras, con las grandes fincas siendo divididas en pequeñas y medianas propiedades. El proceso continuó hasta bien entrado el siglo xx con el trabajo de la Comisión de Tierras de Irlanda. Esto contrastaba con Gran Bretaña, donde muchos de los grandes estados se dejaron intactos. Una consecuencia de esto es el fenómeno cultural ampliamente reconocido del "hambre de la tierra" entre la nueva clase de agricultores irlandeses. En general, esto significa que las familias campesinas harán casi cualquier cosa para retener la propiedad de la tierra dentro de la unidad familiar, con la mayor ambición posible siendo la adquisición de tierras adicionales. Otro es que los hillwalkers en Irlanda hoy son más constreñidos que sus contrapartes en Gran Bretaña, pues es más difícil acordar avenidas con tan muchos pequeños granjeros implicados en una ruta dada, más bien que con solamente un terrateniente.

## Fiestas y festivales

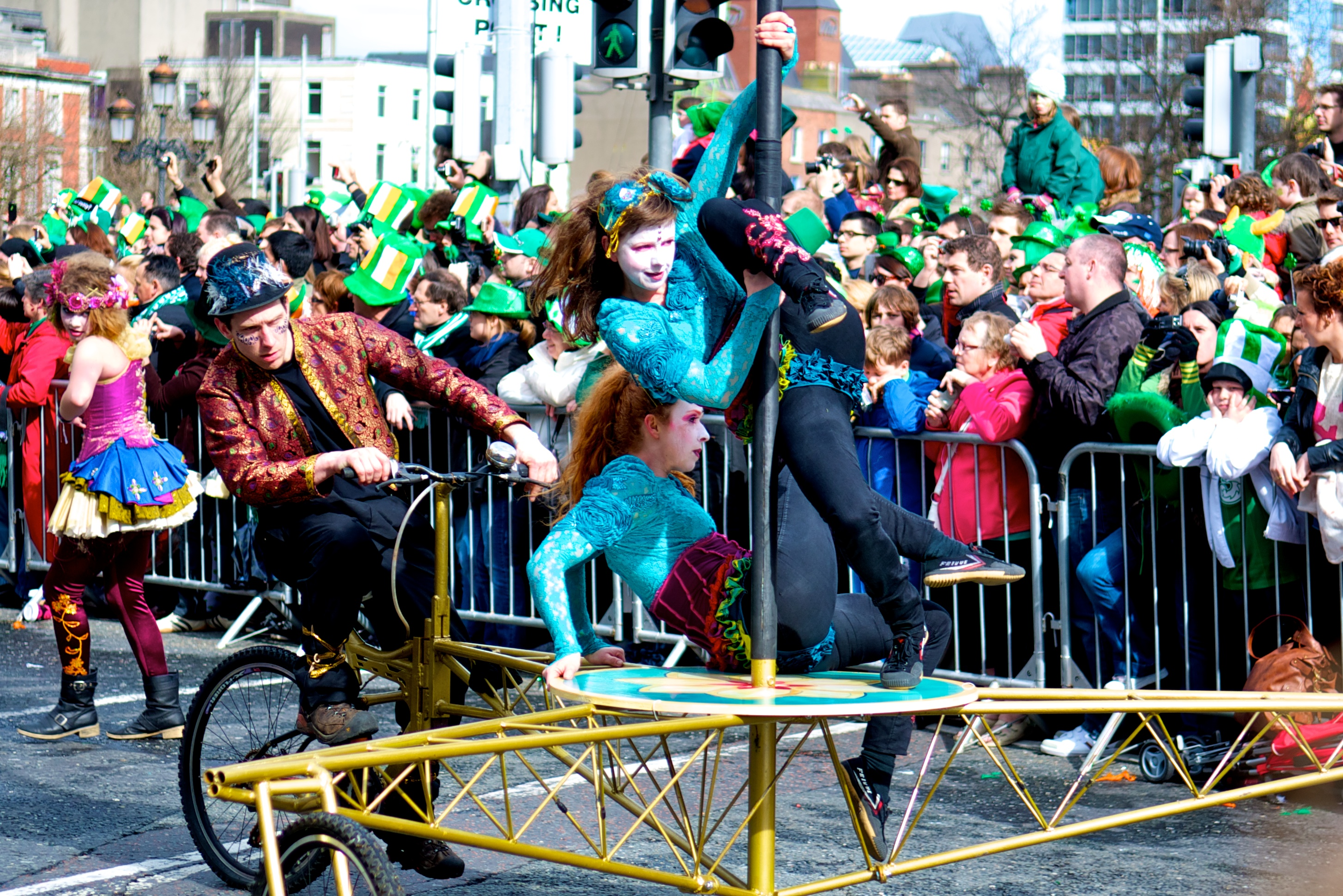
Celebración del Día de San Patricio en Dublín.

La mayoría del calendario irlandés de hoy aún refleja las viejas costumbres paganas, principalmente de origen celta, asociadas a las tradiciones cristianas de posterior introducción, cuya presencia continúa siendo significativa. La Navidad en Irlanda cuenta con varias tradiciones locales, algunas de ellas no relacionadas con el cristianismo. El 26 de diciembre (día de San Esteban o Wren Boy's Day), existe la costumbre de que los jóvenes se atavíen con vestidos estrafalarios y máscaras, desfilando por las calles cantando melodías tradicionales.
La fiesta nacional en la República de Irlanda es el Día de San Patricio, que se celebra el 17 de marzo y está marcado por desfiles y festivales en ciudades y pueblos de toda la isla de Irlanda y por la diáspora irlandesa en todo el mundo. El festival es en recuerdo de San Patricio, el santo patrón de Irlanda. La leyenda le atribuye el destierro de las serpientes de la isla, y enseñar a los irlandeses sobre el concepto de la Trinidad utilizando un trébol de tres hojas, para resaltar la creencia cristiana de «tres personas divinas en el único Dios». Otras fiestas importantes de la Iglesia católica incluyen la Pascua, y varias festividades marianas.
En Irlanda del Norte el 12 de julio, se conmemora la victoria de Guillermo III de Inglaterra en la batalla del Boyne como un día festivo. La fiesta es celebrada por los protestantes irlandeses, la gran mayoría de los cuales viven en Irlanda del Norte, y es notable por los numerosos desfiles organizados por la Orden de Orange que tienen lugar en toda Irlanda del Norte. Estos desfiles son muy coloridos por el uso de banderines anaranjados en los desfiles, e incluyen música en la forma de canciones tradicionales tales como The Sash y Derry's Walls, interpretadas por bandas marchantes al son de la pipa, la flauta, el acordeón, y el latón.
Otra celebración con origen precristiano es el día de Santa Brígida (1 de febrero, conocido como Imbolc o Candelaria), basado en el deidad celta Brigid, cuyo día festivo se celebra al principio de la primavera; también están Bealtaine (mayo), Lúnasa (agosto) y Samhain (noviembre). El último todavía se celebra extensamente en el mundo como Halloween, incluyendo en los Estados Unidos, seguido por el día de todos los santos, otra festividad cristiana asociada con una fiesta irlandesa tradicional.

## Religión

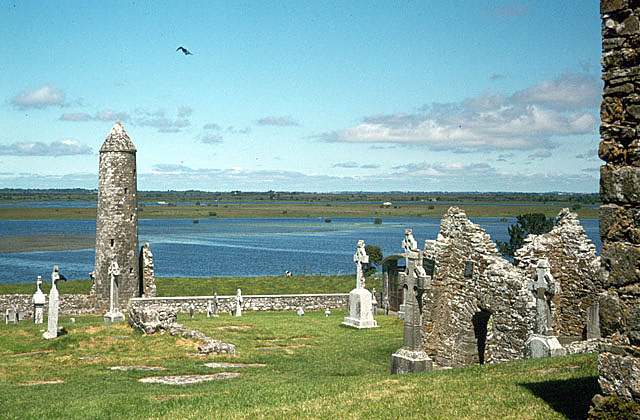
Las ruinas del antiguo monasterio en Clonmacnoise, Condado de Offaly.

El cristianismo, en la forma del catolicismo y del protestantismo, es la religión más practicada en Irlanda. El cristianismo fue traído a Irlanda durante o antes del siglo v, y su historia temprana entre los irlandeses está en particular asociada con San Patricio, que es considerado santo patrón de Irlanda. El festival celta de Samhain, conocido como Halloween, se originó en Irlanda y ahora se celebra en todo el mundo.
Irlanda es un lugar donde la religión y la práctica religiosa siempre se han mantenido en alta estima. La mayoría de la gente en la isla son católicos; sin embargo, hay una minoría significativa de protestantes que se concentran sobre todo en Irlanda del Norte, donde compone una pluralidad de la población. Las tres principales denominaciones protestantes de la isla son la Iglesia de Irlanda, la Iglesia Presbiteriana y la Iglesia Metodista. A estos también se unen otras numerosas denominaciones más pequeñas, incluyendo a los bautistas, a varios grupos evangélicos de Estados Unidos y al Ejército de Salvación. Además de estas iglesias protestantes, otras denominaciones minoritarias incluyen a los ortodoxos orientales, los testigos de Jehová y la Iglesia de Jesucristo de los Santos de los Últimos Días. Además de las denominaciones cristianas hay centros para budistas, hindúes, baháis, paganos, Islam y judaísmo.
En la República de Irlanda, la última vez que un censo pidió a las personas que especificaran su religión fue en 2011. El resultado fue 84.16% católicos, 2.81% Iglesia de Irlanda (Anglicana), 1.07% Islam, 0.54% presbiteriana, 0.9% ortodoxos, aproximadamente 2,07% otros grupos religiosos y 5,88% identificados como no religiosos. Alrededor del 1,59% no declararon su identidad religiosa. Entre los católicos de la República, la asistencia semanal a la iglesia disminuyó del 87% en 1981 al 60% en 1998, aunque ésta siguió siendo una de las tasas de asistencia más altas de Europa.
En Irlanda del Norte, en 2011, la población era 40,8% católica, 19,1% presbiteriana, 13,7% Iglesia de Irlanda (anglicana), 3% metodista, 5,8% otra cristiana, 0,8% otra religión y filosofía, 10,1% sin religión y 6,8 % religión no declarada.

## Folclore

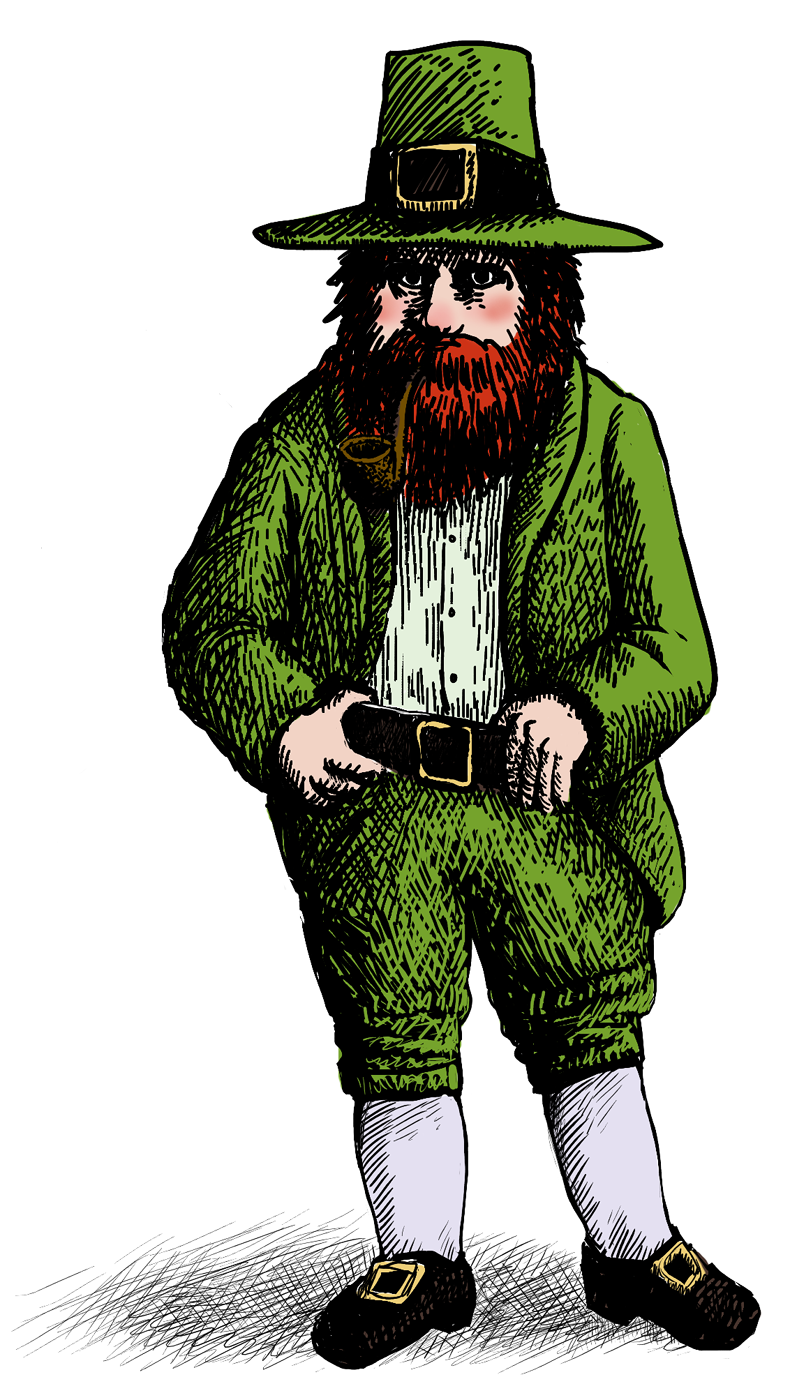
El leprechaun, ser mitológico del folclor irlandés.

Los celtas se cuentan entre los grandes pueblos fundadores de Europa. Los reinos celtas ocuparon gran parte de Europa al norte de los Alpes, alcanzando su máxima expansión entre los siglos v y iii a. C., extendiéndose el mundo celta desde Irlanda hasta ciertas partes de la península ibérica, y de Francia hasta el Danubio. Los celtas dominaron Europa por 500 años, y tradiciones célticas persisten en ciertos sitios de Europa como Irlanda, Gales, Escocia, Cornualles y Bretaña. Las principales festividades religiosas célticas tienen una presencia destacada en el folclor irlandés, caracterizándose estas celebraciones por el encendido de grandes hogueras: la víspera del 1 de febrero o Imbolc, consagrado a la diosa Brigid; la víspera del 1 de mayo o Beltaine (fiesta de San Juan Bautista); la festividad de Lugh, el dios sol, que tiene lugar en agosto, y Samhain, el 31 de octubre, de donde surge el Halloween, una fiesta tradicional y muy celebrada en Irlanda. El nombre de Halloween se atestigua por primera vez en el siglo xvi, como un acortamiento escocés del más completo All-Hallows-Eve, y según algunos historiadores tiene sus raíces en el festival gaélico Samhain, donde los celtas creían que la frontera entre este mundo y el más allá se adelgazaba, y los muertos podían visitar el mundo mortal.
La mitología irlandesa se caracteriza por gran cantidad de dioses, héroes, duendes y criaturas feéricas. Entre los dioses celtas de mayor importancia en los mitos, figuran Cernunnos, Dagda, Brigid y Lugh, que estaban relacionados con la naturaleza, la fertilidad, la guerra, la caza, la salud, las cosechas, el fuego y el inframundo. El leprechaun es figura importante en gran parte del folclor irlandés. Se trata de una criatura pequeña con barba, vestido con ropa del color verde esmeralda, que gusta de jugar trucos. Se conocen historias sobre el leprechaun donde ocupan su tiempo haciendo zapatos, ocultando un pote de oro en el extremo del arcoíris y, si es capturado por un humano, tiene el poder mágico de conceder tres deseos a cambio de la liberación. Más reconocidos y respetados en Irlanda son las historias de Fionn mac Cumhaill y sus seguidores, los Fianna, que forman el ciclo feniano, enfrentándose a los gigantes, cuyas historias incluyen mitos de origen como el de la Calzada del Gigante o el del Lago Neagh. Otro héroe con presencia dominante en la mitología irlandesa es Cúchulainn, el héroe más famoso del ciclo del Úlster, que reúne una serie de leyendas épicas irlandesas provenientes del siglo xii d. C. También son parte del folclor irlandés la invasión de la isla por los Tuatha Dé Danann, la estirpe divina de Irlanda, así como las historias de Brian Boru y los altos reyes de Irlanda. En muchos mitos celtas, el amor es un tema de importancia central, como ocurre en las leyendas de Diarmaid y Grainne, Deirdre y Naoise, y Tristán e Isolda. Las muchas leyendas de la antigua Irlanda fueron capturadas por Lady Gregory en dos volúmenes con remates por W.B. Yeats. Estas historias muestran el poder y el estatus inusuales que las mujeres celtas tuvieron en la antigüedad.

## Arte y literatura

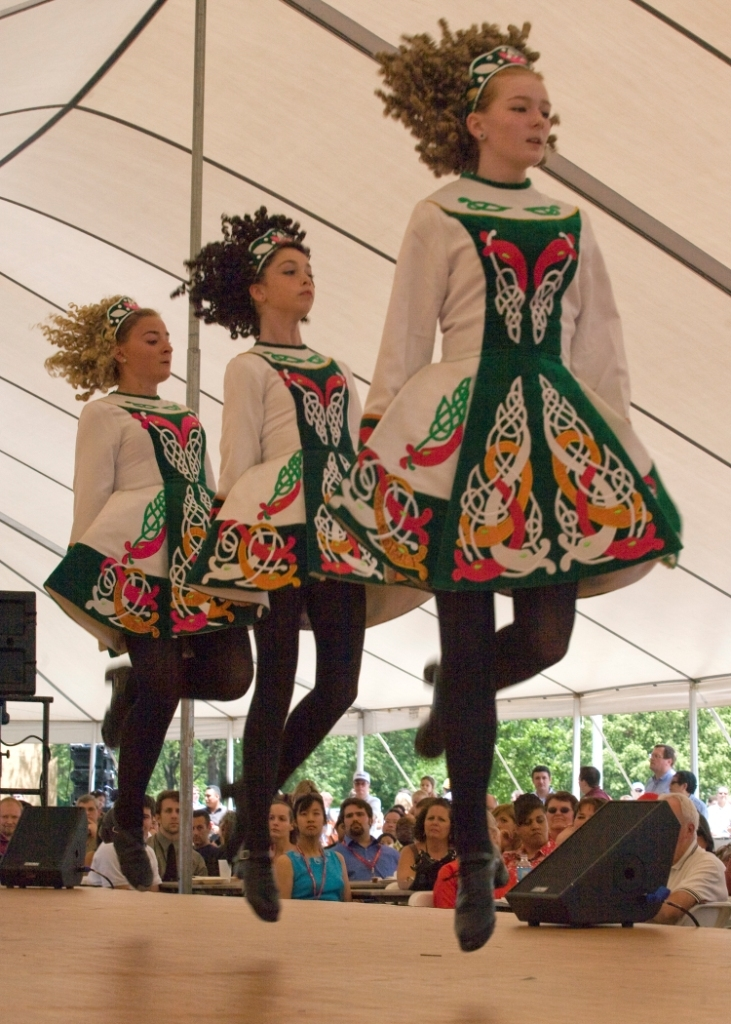
Bailarinas de danza folclórica irlandesa con trajes tradicionales.

El idioma irlandés posee la tercera literatura más antigua de Europa (después del griego y el latín), el cuerpo más significativo de la literatura escrita (antigua y reciente) de cualquier idioma celta, así como una fuerte tradición oral de leyendas y poesía. La poesía en irlandés representa la más antigua poesía vernácula en Europa, con los primeros ejemplos que datan del siglo vi. El Lebor Gabála Érenn o Libro de las Invasiones, es el texto en lengua irlandesa más antiguo conocido, y base de la construcción de la nacionalidad irlandesa.

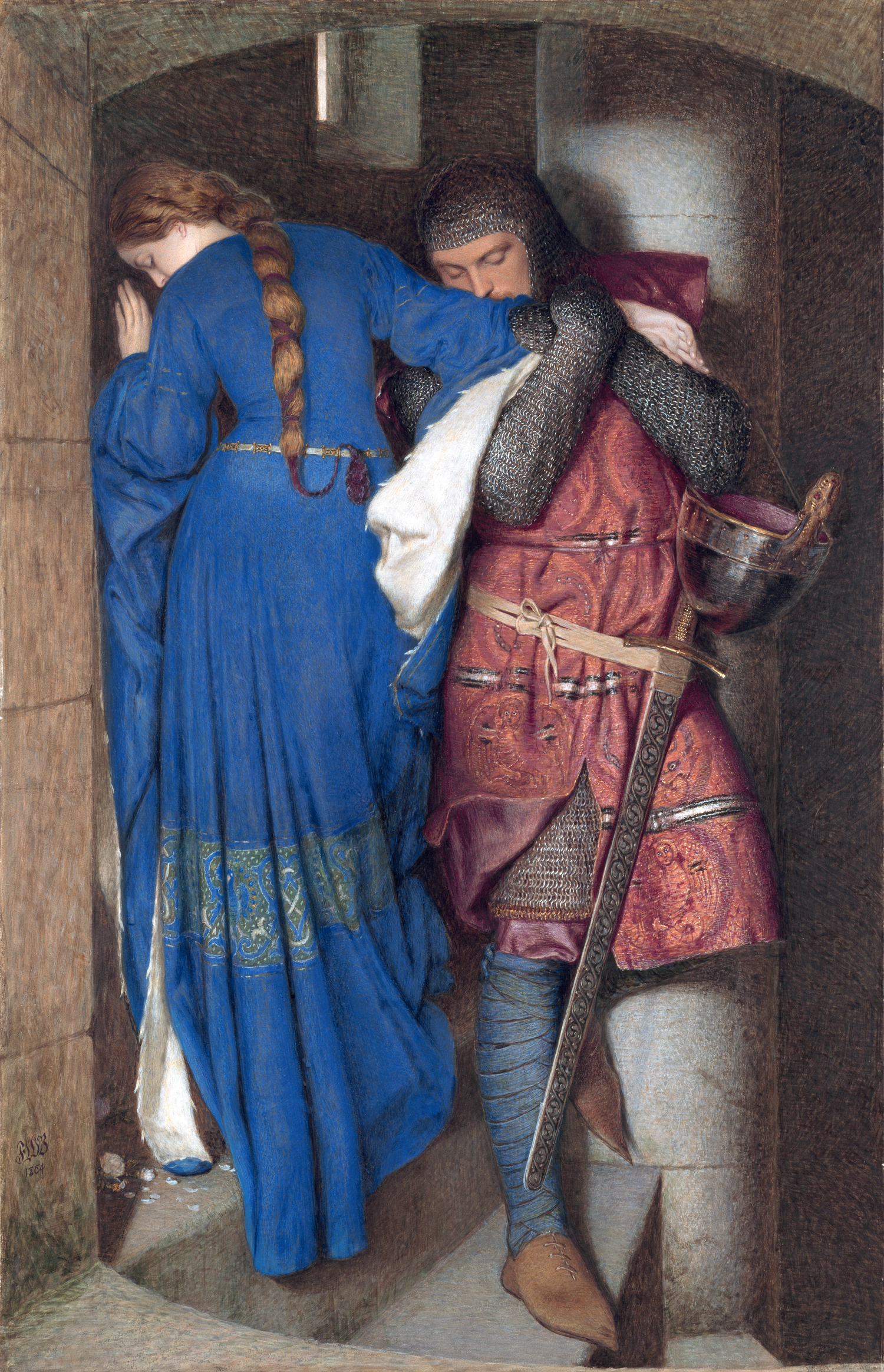
El encuentro en las escaleras de la torre (1864), de Frederic William Burton, es el cuadro favorito de Irlanda.

Para un sitio relativamente pequeño, la isla de Irlanda ha hecho una gran contribución a la literatura mundial en todas sus ramas, tanto en los idiomas irlandés como inglés. Las obras literarias más conocidas de la isla están indudablemente en inglés. Ejemplos particularmente famosos de tales trabajos son los de James Joyce, Bram Stoker, Jonathan Swift, Oscar Wilde y los cuatro ganadores irlandeses del Premio Nobel de Literatura: William Butler Yeats, George Bernard Shaw, Samuel Beckett y Seamus Heaney. Tres de los cuatro ganadores del Premio Nobel nacieron en Dublín (Heaney es la excepción, habiendo vivido en Dublín pero nacido en el condado de Londonderry), convirtiendo a esta ciudad en el lugar de nacimiento de más laureados literarios Nobel que cualquier otra ciudad del mundo.
La historia del arte visual irlandés se inicia con las tempranas tallas encontradas en sitios tales como Newgrange, y se remonta a través de artefactos de la Edad de Bronce, particularmente de objetos ornamentales de oro, broches celtas y manuscritos ilustrados del arte hiberno-sajón. Durante el transcurso de los siglos xix y xx, surgió una fuerte tradición pictórica, incluyendo figuras como John Butler Yeats, William Orpen, Jack Yeats y Louis le Brocquy.
La música y danza folclórica irlandesas son ampliamente conocidas. A mediados del siglo xx, conforme la sociedad irlandesa se modernizaba, la música tradicional irlandesa cayó en desgracia en cierta medida, especialmente en las zonas urbanas. Los jóvenes en ese momento tienden a mirar a Gran Bretaña y, en particular, a los Estados Unidos como modelos de progreso, y el jazz y el rock and roll se hicieron muy populares. Durante la década de 1960, e inspirado por el movimiento de la música folk americana, hubo un renacimiento del interés en la tradición irlandesa. Este renacimiento fue inspirado por grupos como The Dubliners, los Clancy Brothers y Sweeney's Men e individuos como Seán Ó Riada. El Fleadh anual Cheoil na hÉireann es el festival más grande de música irlandesa en Irlanda.
En poco tiempo, grupos y músicos como Horslips, Van Morrison e incluso Thin Lizzy, incorporaron elementos de la música tradicional en un lenguaje de rock, para formar un nuevo sonido único. Durante los años setenta y ochenta, la distinción entre músicos tradicionales y rock se hizo borrosa, con muchos músicos cruzando regularmente entre ambos estilos. Esta tendencia se puede ver más recientemente en el trabajo de bandas como U2, Snow Patrol, The Cranberries, The Undertones y The Corrs.
Escritores irlandeses laureados con el Premio Nobel de Literatura
| W.B. Yeats (1865–1939) | George Bernard Shaw (1856–1950) | Samuel Beckett (1906–1989) | Seamus Heaney (1939–2013) |
| ---------------------- | ------------------------------- | -------------------------- | ------------------------- |
|                        |                                 |                            |                           |

## Idiomas

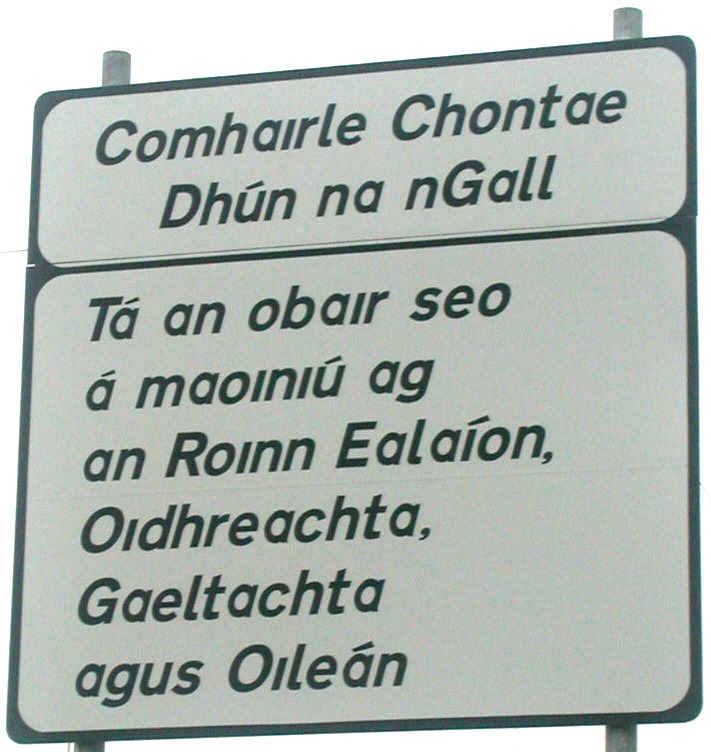
Una señal de información en irlandés en el Gaeltacht.

El irlandés y el inglés son las lenguas más habladas en Irlanda. El inglés es el idioma más hablado en la isla en general, y el irlandés es hablado como primera lengua solamente por una pequeña minoría, principalmente, aunque no exclusivamente, en las regiones definidas por el gobierno de Gaeltacht en la República. Una minoría más grande habla irlandés como segunda lengua, con el 40.6% de la gente en la República de Irlanda con cierto dominio de la lengua en el censo 2011. El artículo 8 de la Constitución de Irlanda estipula que el irlandés es la lengua nacional y la primera lengua oficial de la República de Irlanda. El inglés, a su vez, es reconocido como el segundo idioma oficial del Estado. El hiberno-inglés, el dialecto del inglés hablado en la mayor parte de la república de Irlanda, ha sido influenciado grandemente por el irlandés.
En contraste, Irlanda del Norte, al igual que el resto del Reino Unido, no tiene un idioma oficial. El inglés, sin embargo, es el idioma oficial de facto. Además, el irlandés y el escocés del Úlster tienen reconocimiento en virtud de la Carta Europea de Lenguas Regionales o Minoritarias, con el 8,1% afirmando tener alguna habilidad en el escocés del Úlster y el 10,7% en el irlandés. Además, el dialecto y el acento de la gente de Irlanda del Norte es notablemente diferente al de la mayoría en la República de Irlanda, siendo influenciado por escocés del Úlster y la proximidad de Irlanda del Norte a Escocia.
Varios otros idiomas se hablan en la isla, incluyendo el shelta, una mezcla de irlandés, romaní e inglés, hablado ampliamente por los nómadas irlandeses. También se han desarrollado dos lenguajes de señas en la isla, el lenguaje de signos del norte de Irlanda y el lenguaje de signos irlandés.
Algunos otros idiomas han entrado en Irlanda con los inmigrantes como, por ejemplo, el polaco.

## Gastronomía

### Temprana Irlanda

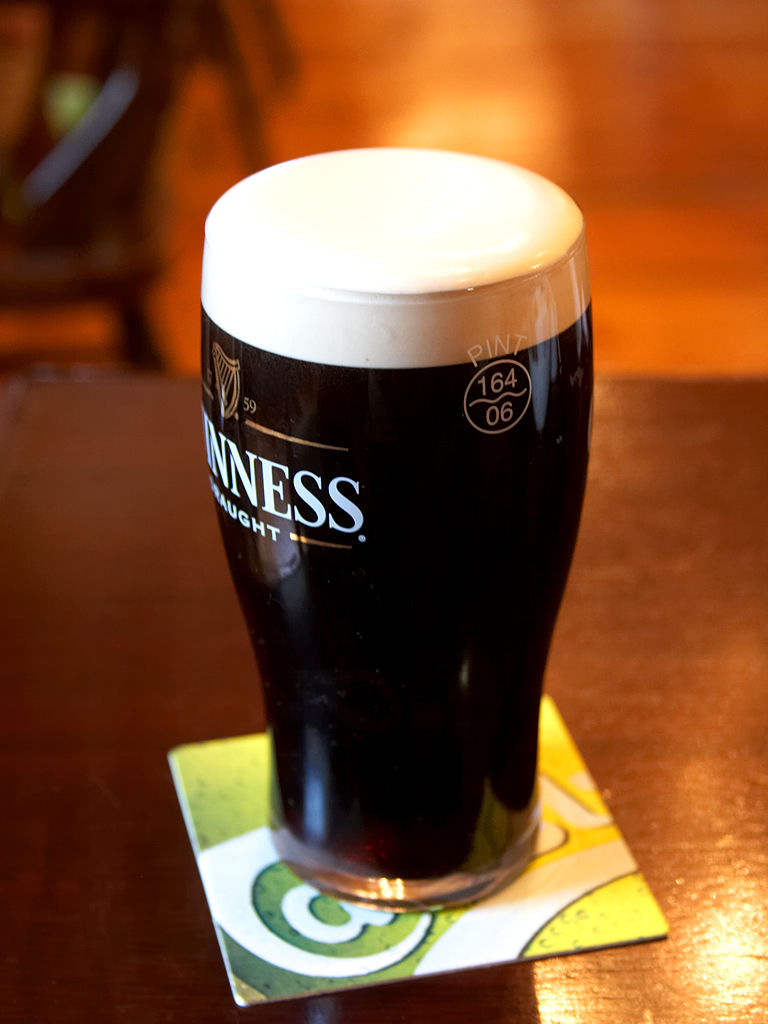
Una pinta de Guiness.

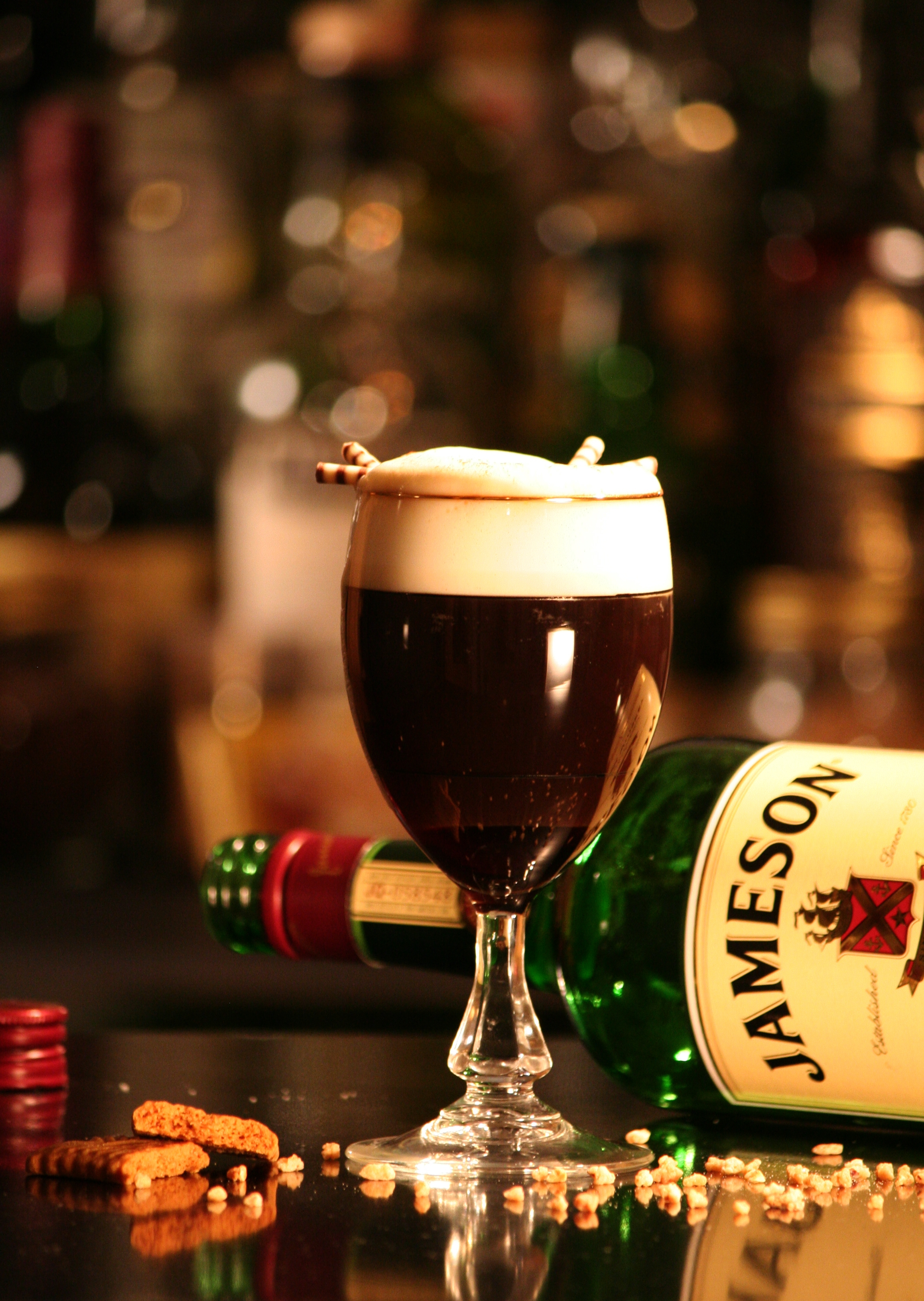
Café irlandés.

Hay muchas referencias a la comida y la bebida en la literatura irlandesa primigenia. La miel parece haber sido comida y utilizada en la fabricación de hidromiel. Las viejas historias también contienen muchas referencias a banquetes, aunque estos bien podrían estar exagerados y proporcionar poca información acerca de la verdadera dieta diaria. También hay muchas referencias a los fulacht fiadh, que son yacimientos arqueológicos que se cree fueron utilizados para cocinar carne de venado. El fulacht fiadh tenía agujeros en el piso que se llenaban con agua. La carne se podía cocinar colocando piedras calientes en el canal hasta que el agua hirviese. Muchos sitios con fulacht fiadh se han identificado a todo lo largo de la isla de Irlanda, y algunos de ellos parecen haber estado en uso hasta el siglo xvii.
Las excavaciones en el asentamiento vikingo de la zona de Wood Quay, en Dublín, han aportado cantidad significativa de información sobre la dieta de los habitantes de la ciudad. Los principales animales consumidos fueron ganado, ovejas y cerdos, siendo los cerdos los más comunes. Esta popularidad se extendió hasta los tiempos modernos en Irlanda. Las aves de corral y los gansos silvestres, así como el pescado y los mariscos eran también comunes, al igual que una amplia gama de bayas nativas y nueces, especialmente avellana. Las semillas de nogal y pata de ganso se utilizaron ampliamente, y pueden haber sido usadas para hacer gachas de avena.

### La patata en la dieta irlandesa

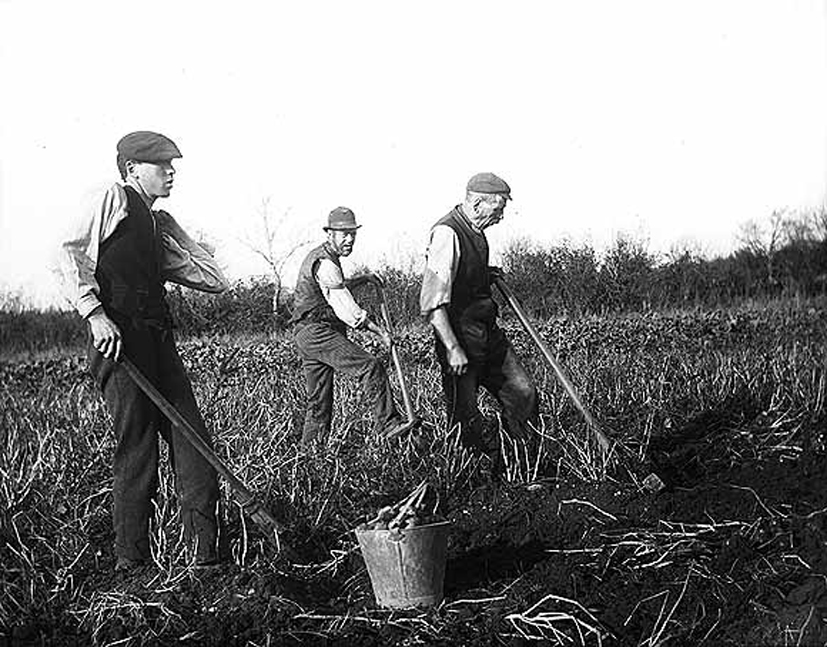
Jornaleros cosechando papas en Co. Galway, 1900.

La patata parece haber sido introducida en Irlanda en la segunda mitad del siglo xvi, inicialmente como una cosecha de jardín. Finalmente, llegó a convertirse en el principal producto alimentario de las clases laborales. Como fuente de alimento, la papa es extremadamente eficiente en términos de energía producida por unidad de área de tierra. La patata es también una buena fuente de muchas vitaminas y minerales, particularmente vitamina C (especialmente cuando está fresca). Como resultado, la típica dieta irlandesa de papas y suero de leche de los siglos xviii y xix fue un factor que contribuyó a la explosión demográfica que ocurrió en Irlanda en ese momento. Sin embargo, debido a la regla política de la época, la mayoría de los productos irlandeses (cultivos de raíces, cereales y productos animales) se exportó a Gran Bretaña, dejando pocas variedades de papa como única fuente de alimento para los irlandeses. Esto, junto con la propagación del tizón de la papa, condujo a escasez y hambruna, siendo el caso más notable la Gran Hambruna Irlandesa (1845-1849), que más o menos deshizo todo el crecimiento de la población del siglo anterior. La causa de esto es atribuida por algunos a una adhesión a las políticas económicas de laissez faire por parte del gobierno, que mantuvo las exportaciones de alimentos en el nivel previo al hambre, lo que condujo a la aparición de enfermedades y a la emigración.

### Tiempos modernos
En el siglo xx, en Irlanda se ha adoptado la habitual selección moderna de alimentos comunes a las culturas occidentales. Tanto la cocina de comida rápida de los Estados Unidos como los platos europeos continentales han influido en el país, junto con otros platos del mundo introducidos de manera similar al resto del mundo occidental. Comidas comunes incluyen pizza, curry, comida china, y últimamente, algunos platos de África Occidental han estado haciendo su aparición. Los estantes de los supermercados ahora contienen ingredientes para, entre otros, platos tradicionales, europeos, estadounidenses, mexicanos, indios, polacos y chinos.
La proliferación de comida rápida ha llevado a problemas de salud pública cada vez mayores, incluyendo la obesidad, y una de las tasas más altas de enfermedades del corazón en el mundo. Debido a la actual "moda anti-carne", el gobierno ha difundido anuncios de televisión para desalentar el consumo de carne. En la Irlanda del Norte, el frito del Úlster ha sido mencionado como una fuente importante de una mayor incidencia de problemas cardíacos, debido a que todos sus ingredientes son fritos, aunque más recientemente la tendencia es cocinar a la parrilla tantos ingredientes como sea posible.
Junto con estos acontecimientos, el último cuarto del siglo vio el surgimiento de una nueva cocina irlandesa basada en ingredientes tradicionales manejados en nuevas formas. Esta cocina se basa en verduras frescas, pescados, especialmente salmón y trucha, ostras y otros mariscos, pan de soda tradicional, la amplia gama de quesos hechos a mano hechos en todo el país y, por supuesto, la patata. Platos tradicionales, como el estofado irlandés, coddle de Dublín, el desayuno irlandés y pan de patata, han disfrutado de un resurgimiento, con la aparición de escuelas de cocina dedicadas a enseñar la preparación de estos platillos.
Platos representativos de Irlanda

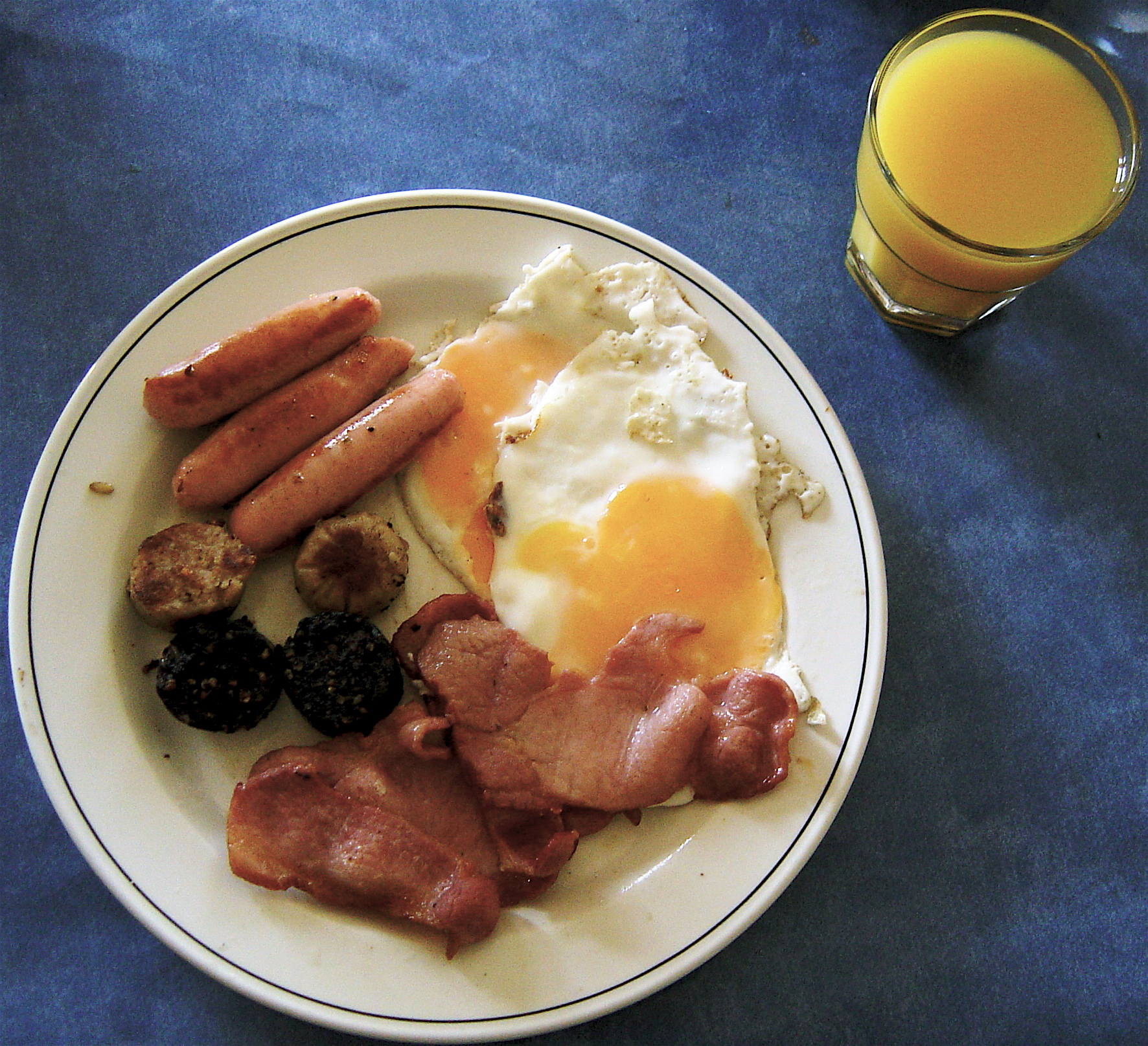
Desayuno completo irlandés.
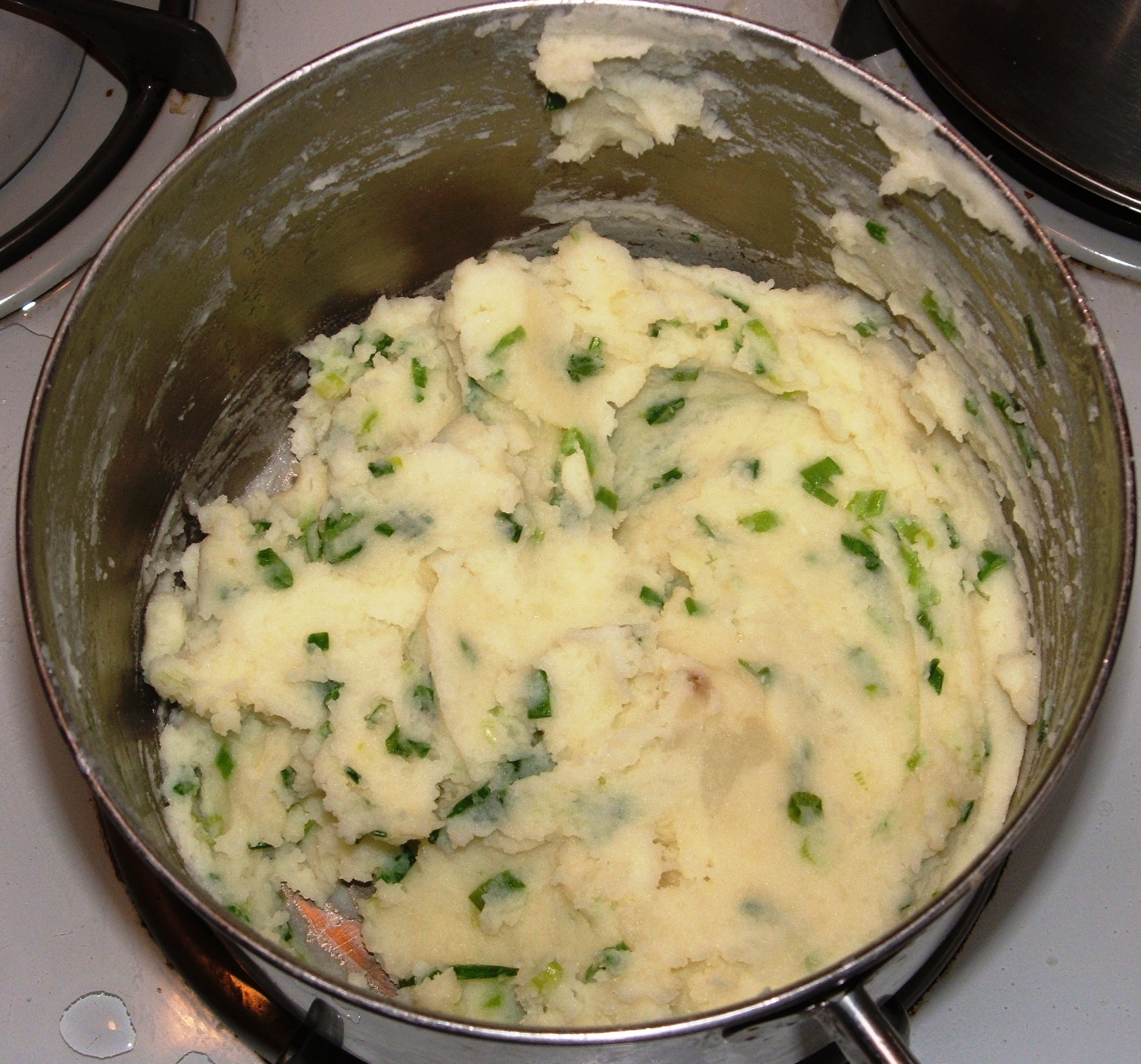
Champ.
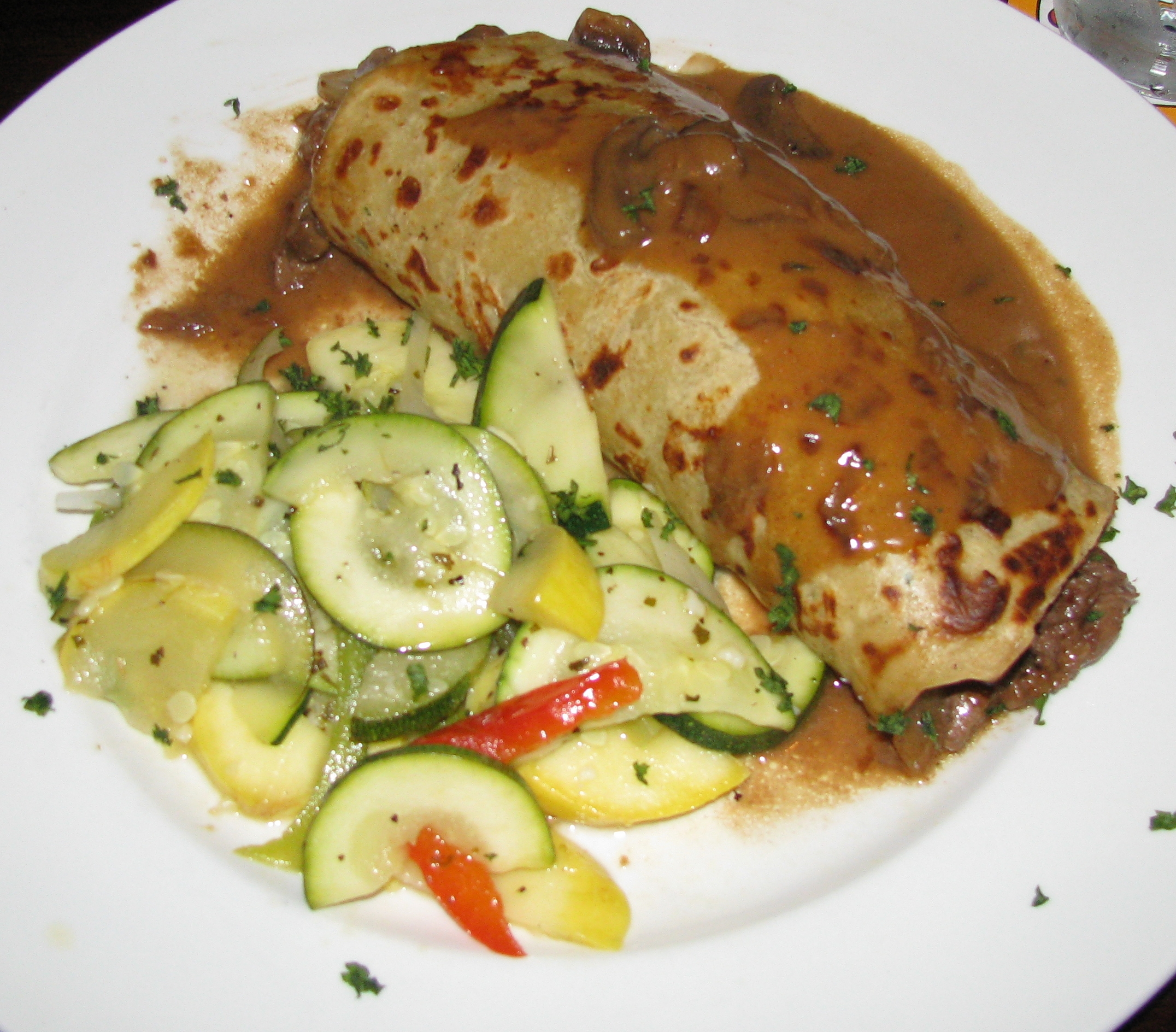
Boxty.
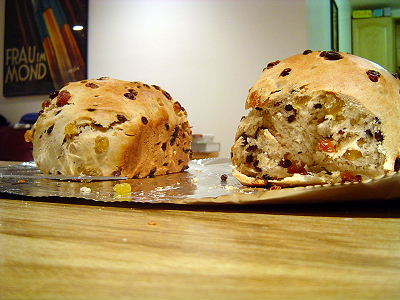
Barmbrack.
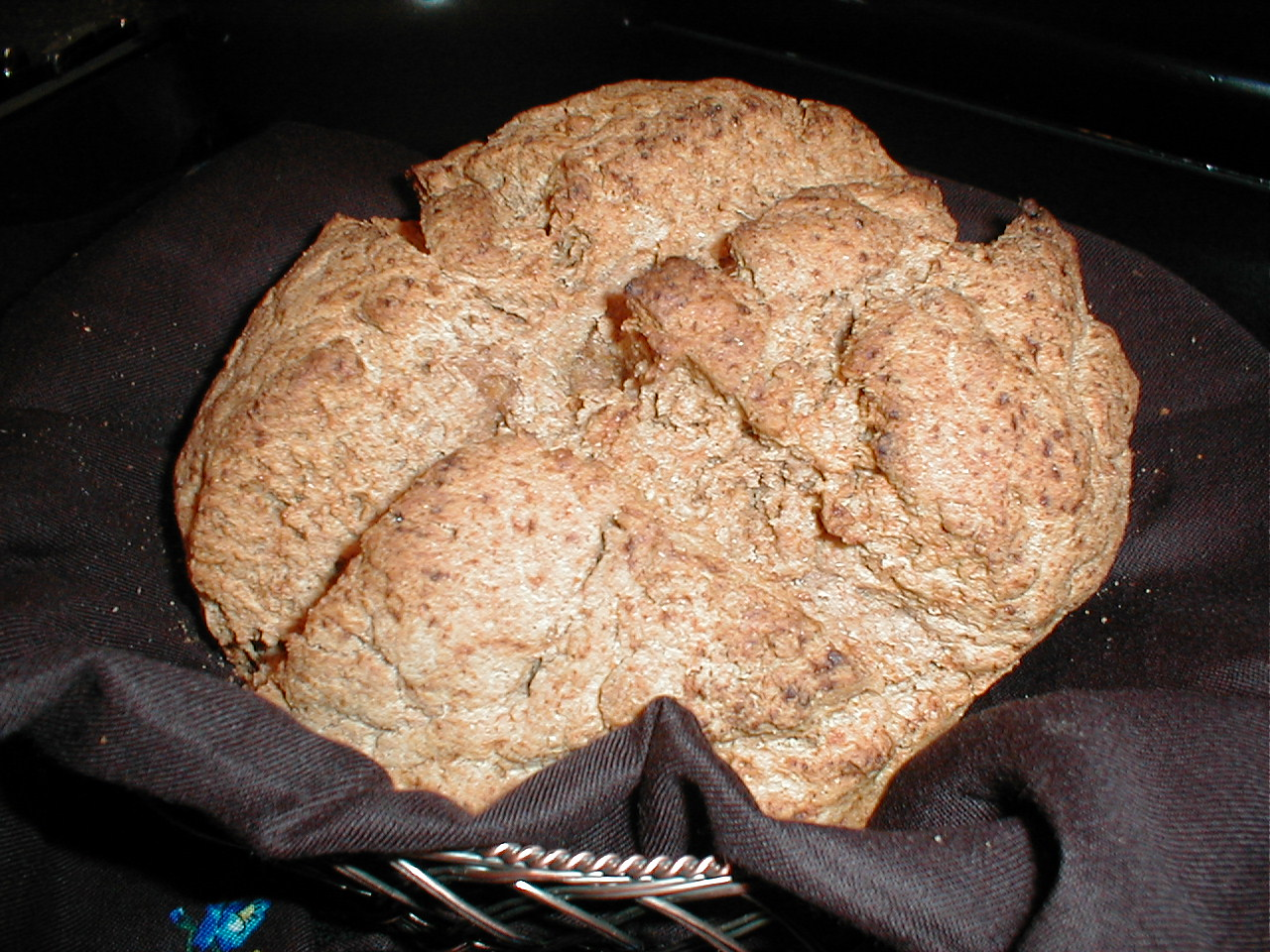
Pan de soda.
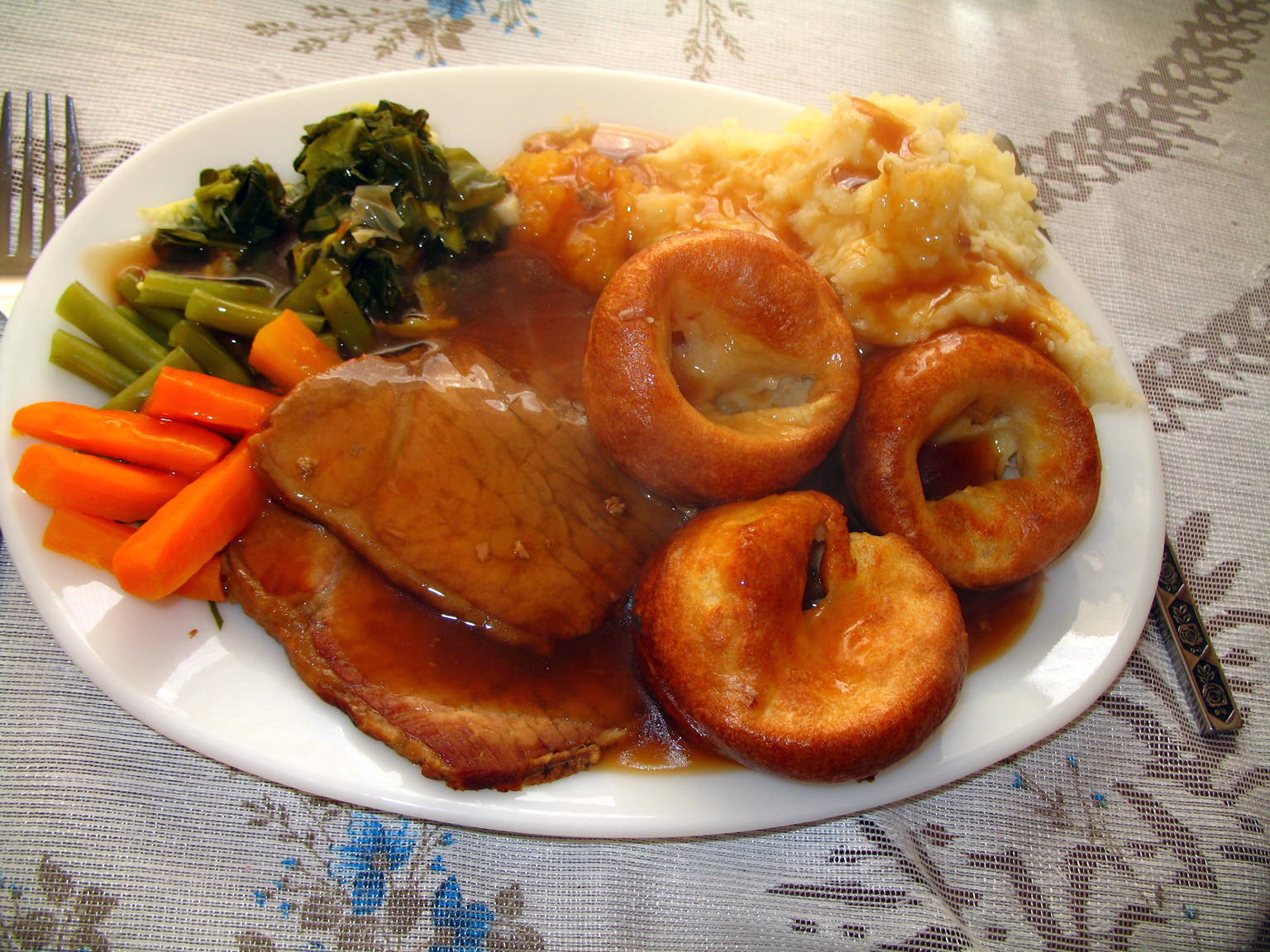
Cena tradicional de domingo.
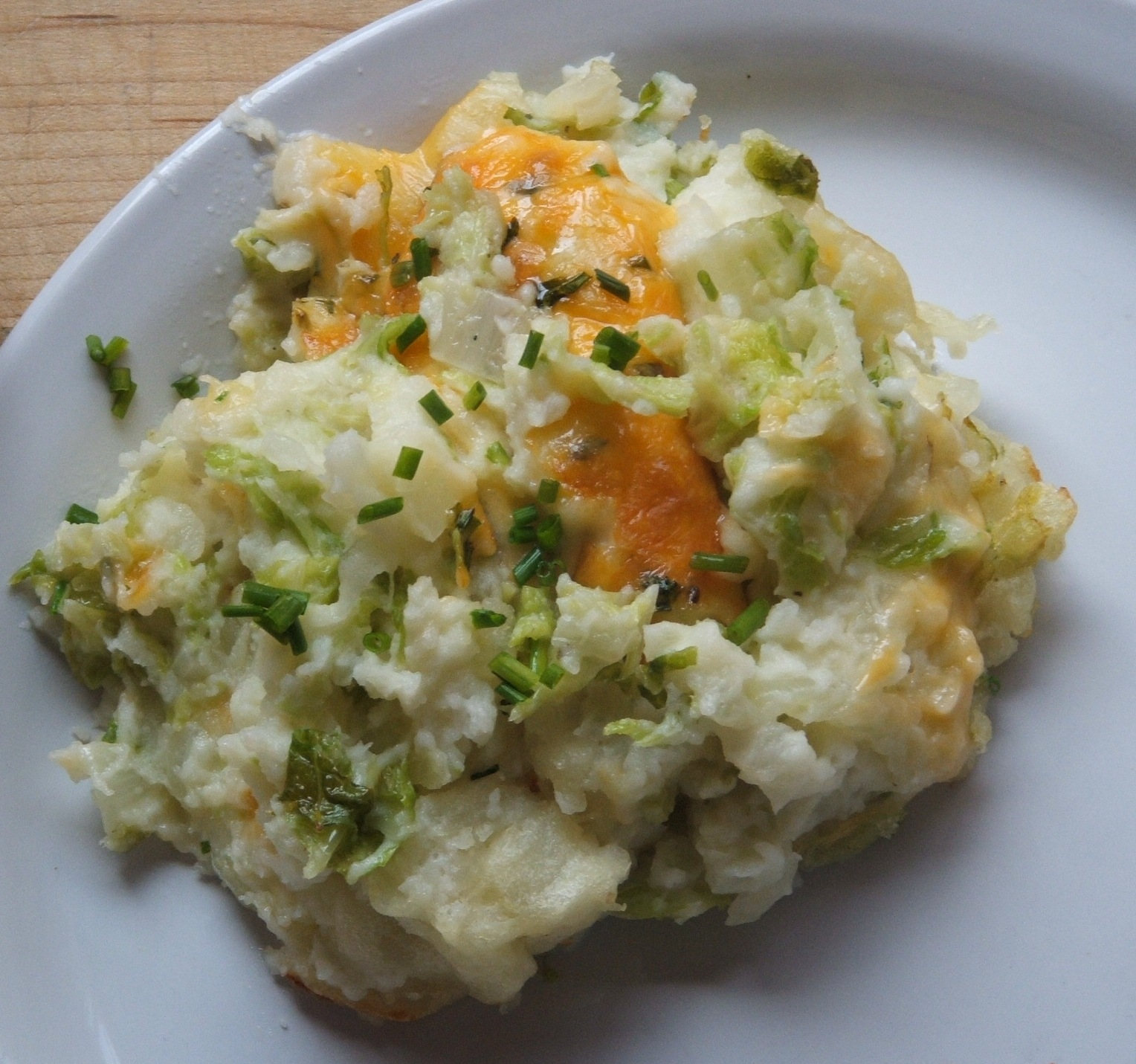
Colcannon.
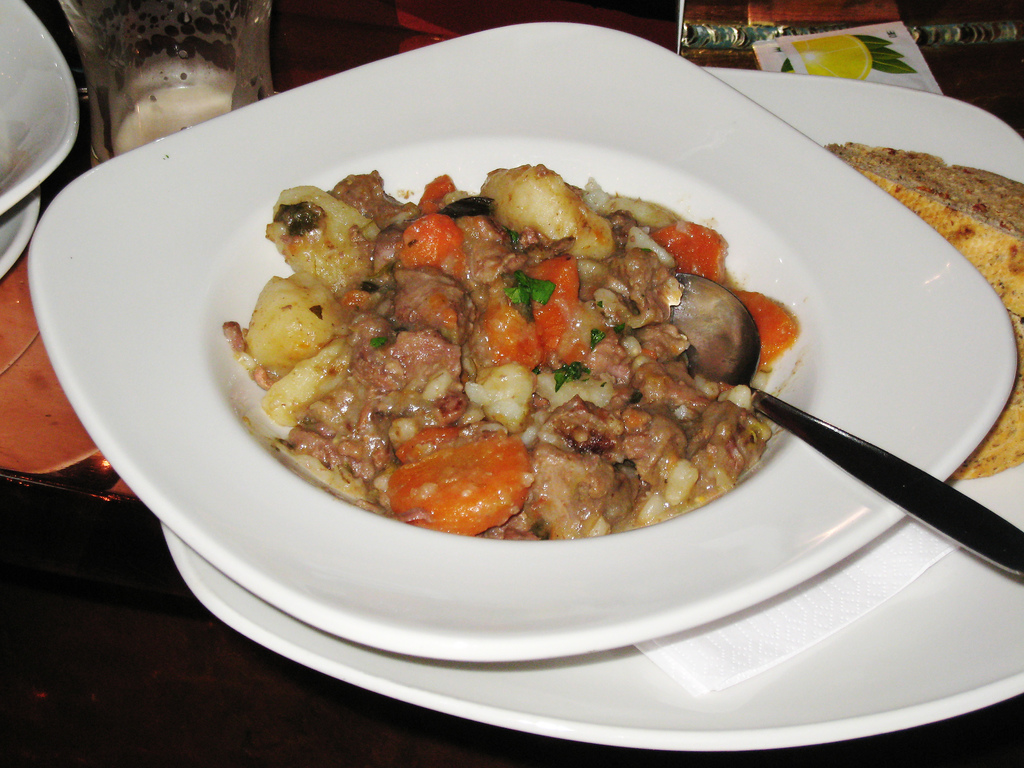
Estofado irlandés.
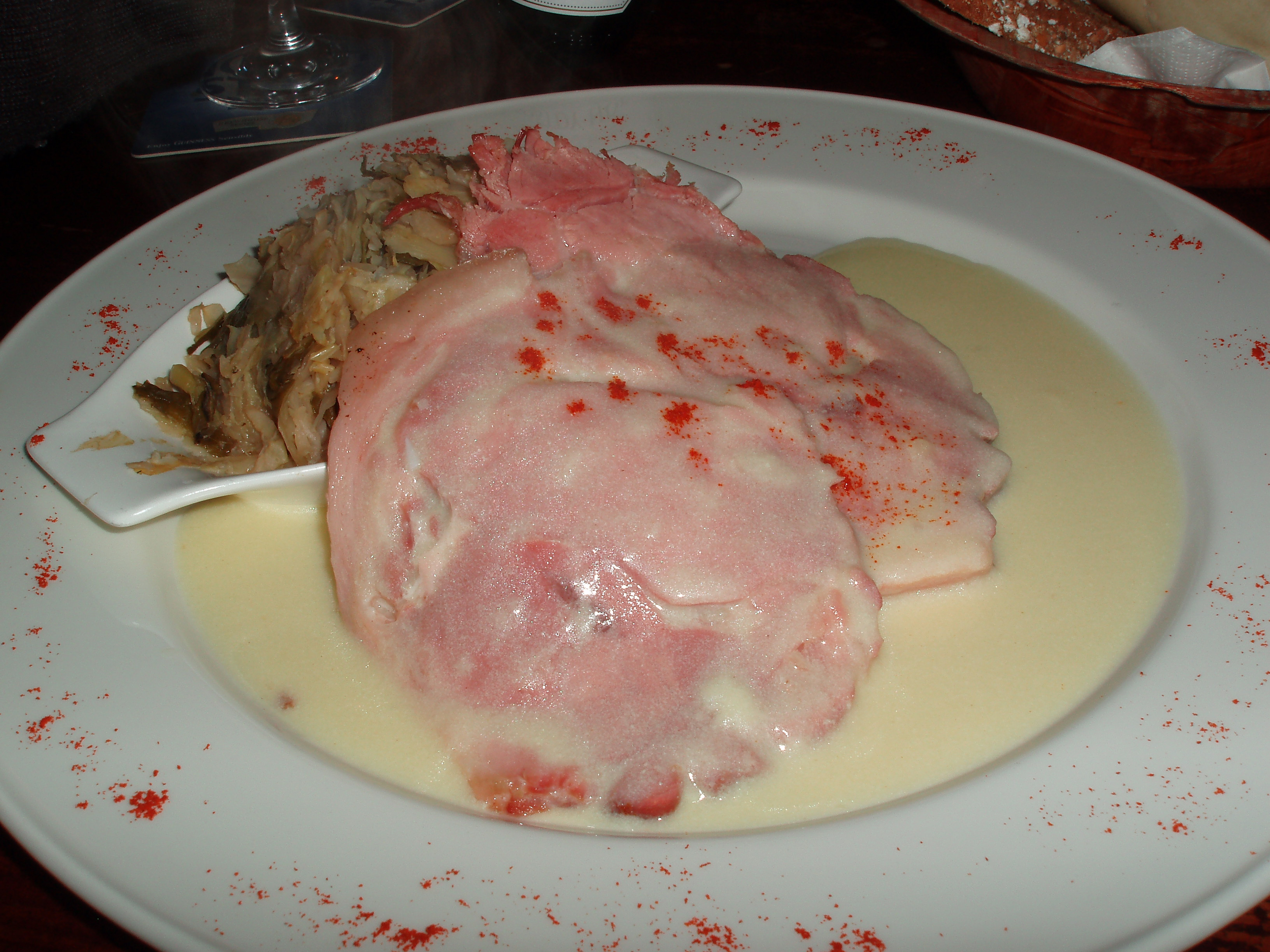
Tocino y repollo.
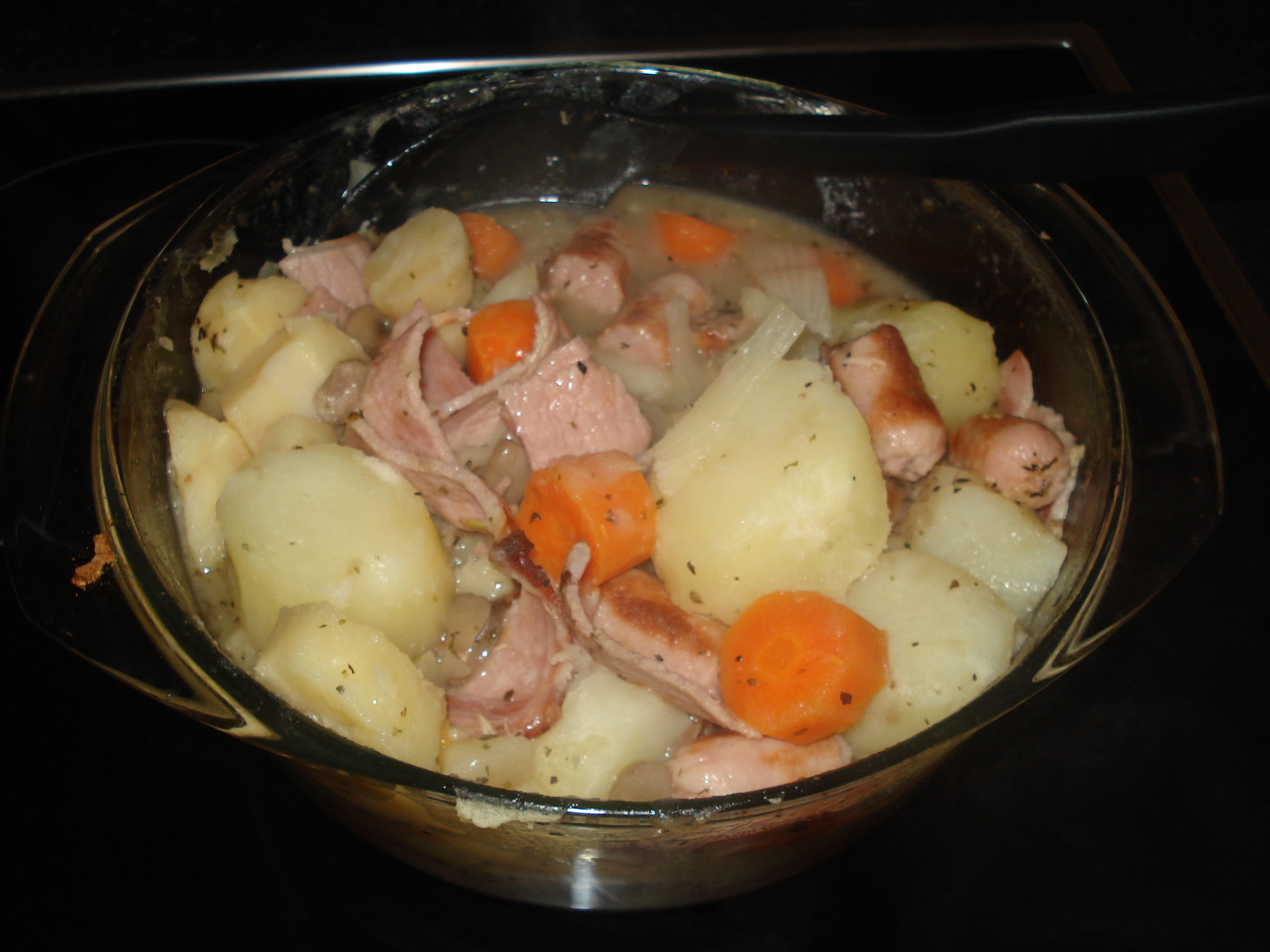
Coddle.
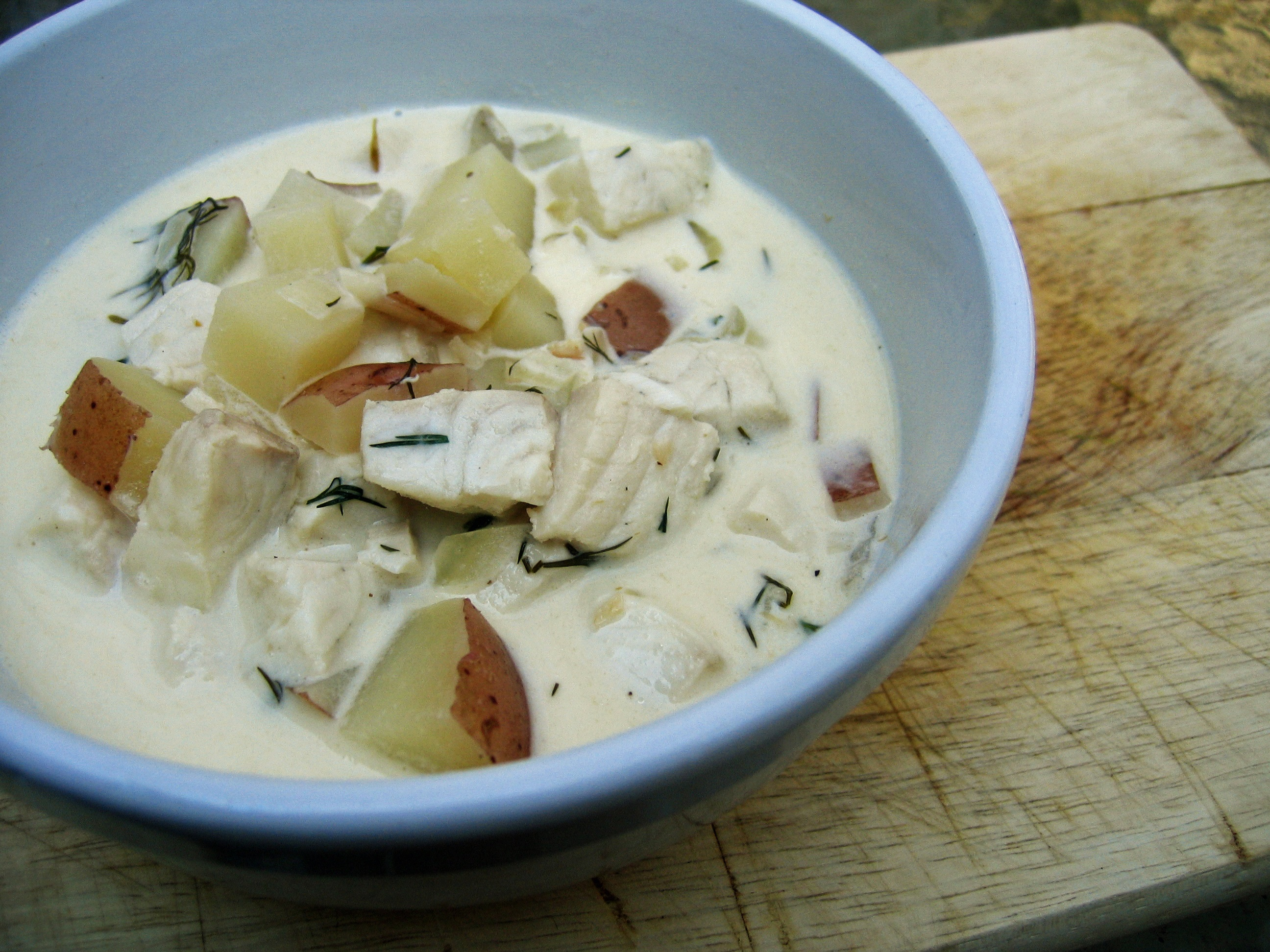
Chowder.
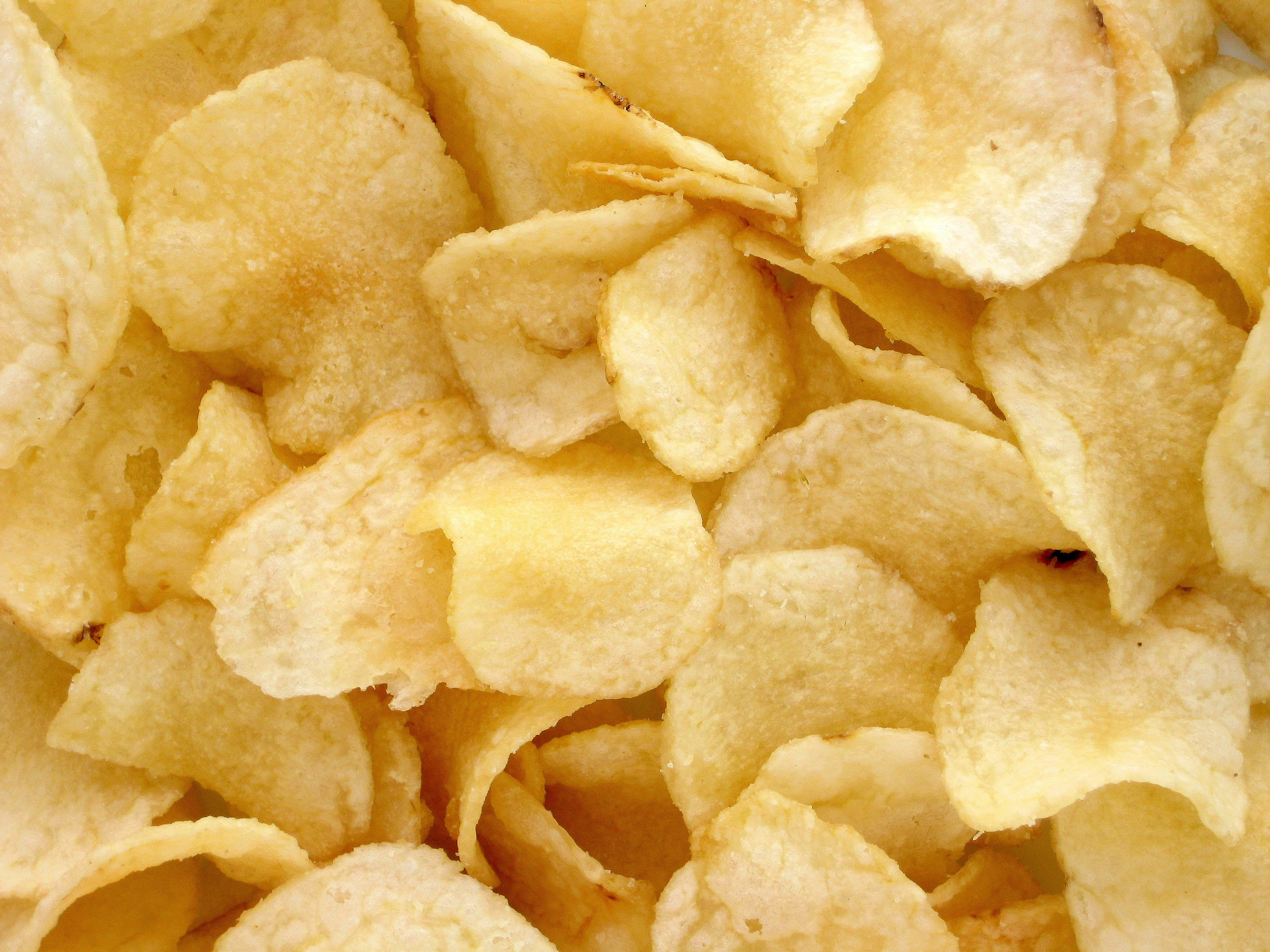
Patatas fritas de queso y cebolla.
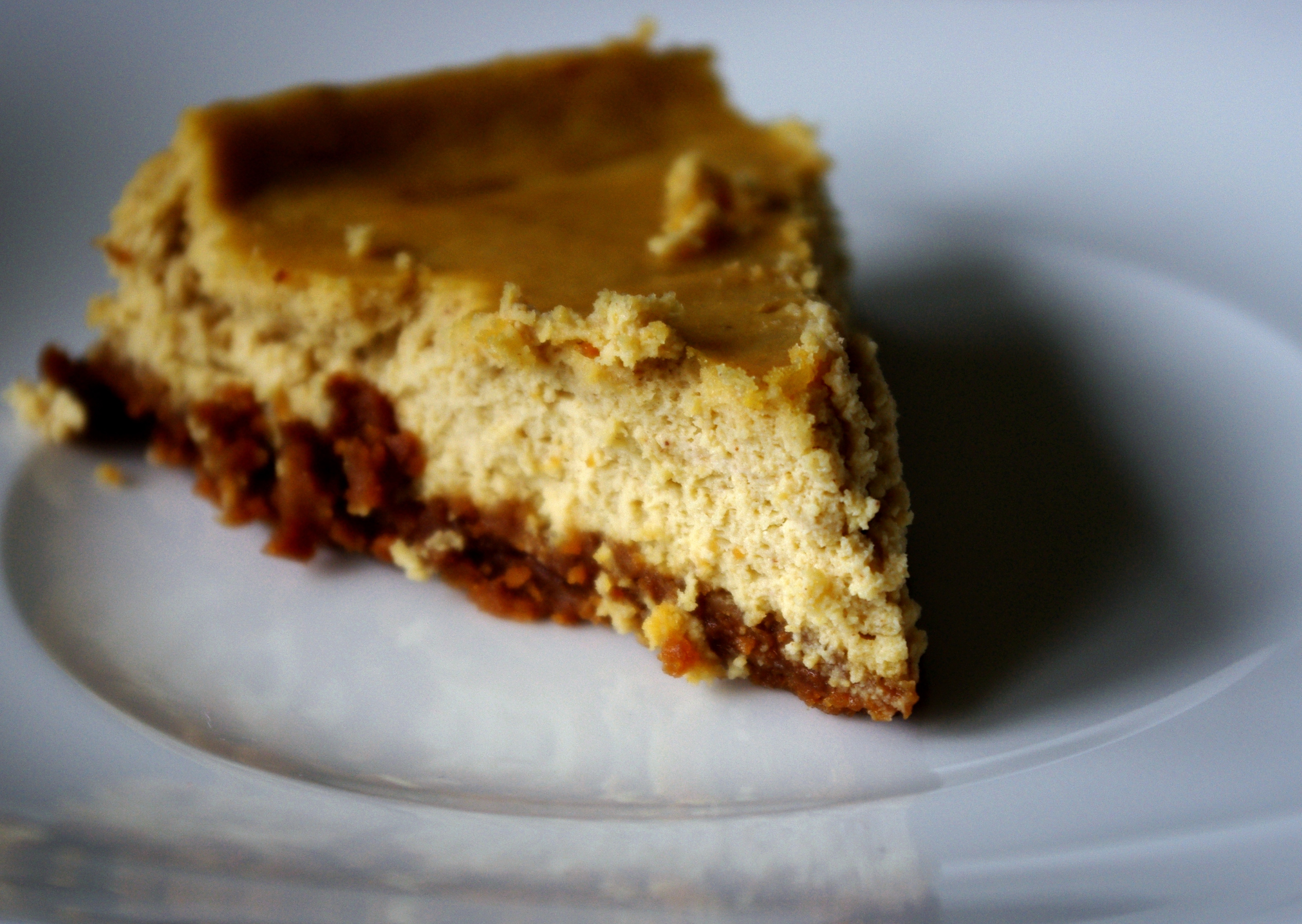
Cheesecake de Baileys.

## Cultura pub

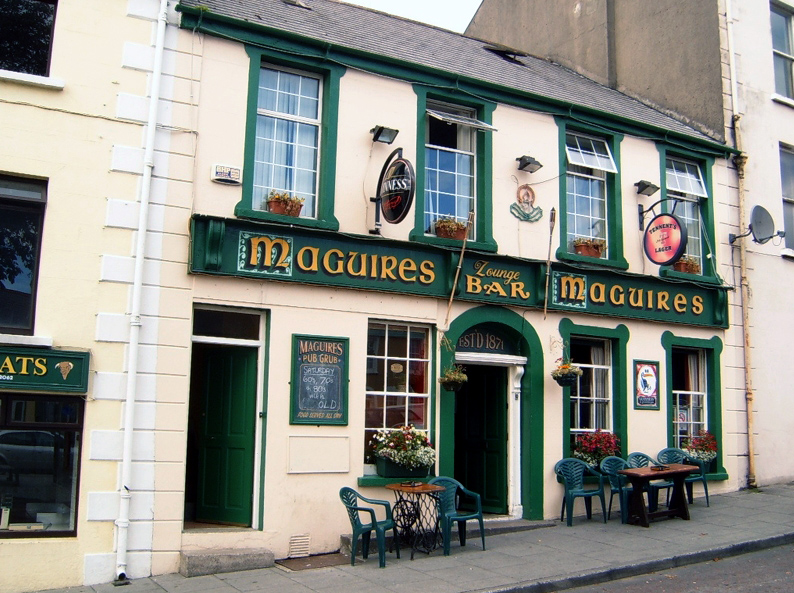
A pub tradicional irlandés en el condado de Donegal.

La cultura pub impregna la sociedad irlandesa, a través de todas las divisiones culturales. El término se refiere al hábito irlandés de frecuentar casas públicas (pubs) o bares. Típicamente, los pubs son lugares de reunión importantes, donde la gente puede reunirse y conocer a sus vecinos y amigos en un ambiente relajado, similar a las culturas de café de otros países. Los pubs varían ampliamente de acuerdo a la clientela que sirven, y la zona en la que se encuentran. El más conocido y preferido por los turistas es el pub tradicional, con su música irlandesa tradicional. A menudo, los pubs también sirven comida, particularmente durante el día. Muchos pubs más modernos, no necesariamente tradicionales, todavía emulan estos pubs, aunque sustituyendo la música tradicional por un DJ o música no tradicional.
Los pubs más grandes de las ciudades optan, en cambio, por música fuerte, y se centran más en el consumo de alcohol, sin enfocarse en la cultura irlandesa tradicional, más asociados a la vida nocturna. Estos clubes se convirtieron en un fenómeno popular entre los jóvenes irlandeses durante los años del Tigre Celta. Los clubs varían generalmente en términos del tipo de música y de la audiencia. Belfast posee una escena underground única que incluye eventos en sitios como iglesias, zoológicos y crematorios.
La cultura tradicional de los pubs va más allá de solo beber alcohol, a pesar de que en Irlanda existe un problema reconocido con el consumo excesivo de bebidas etílicas. En 2003, Irlanda tenía el segundo consumo de alcohol per cápita en el mundo, justo por debajo de Luxemburgo, con 13,5 litros (por persona de 15 años o más), según la encuesta de la OCDE sobre datos de salud de 2009. Según las últimas cifras de la OCDE, el consumo de alcohol en Irlanda ha disminuido de 11,5 litros por adulto en 2012 a 10,6 litros por adulto en 2013. Sin embargo, el uso indebido de alcohol en Irlanda sigue siendo un problema, pues las investigaciones muestran que en 2013, el 75% del alcohol fue consumido como parte de una borrachera. Un cambio reciente significativo en la cultura pub en la República de Irlanda ha sido la introducción de la prohibición de fumar, en todos los lugares de trabajo, que incluye pubs y restaurantes. Irlanda fue el primer país del mundo en aplicar esta prohibición, que se introdujo el 29 de marzo de 2004. Una mayoría de la población apoya la prohibición, incluyendo un porcentaje significativo de fumadores. Sin embargo, la atmósfera de los pubs ha cambiado enormemente como resultado de la prohibición, y el debate continúa sobre si esta ha impulsado o reducido las ventas, aunque esto a menudo se atribuye también a los precios cada vez mayores. Una prohibición similar entró en vigor en Irlanda del Norte el 30 de abril de 2007.

## Deportes

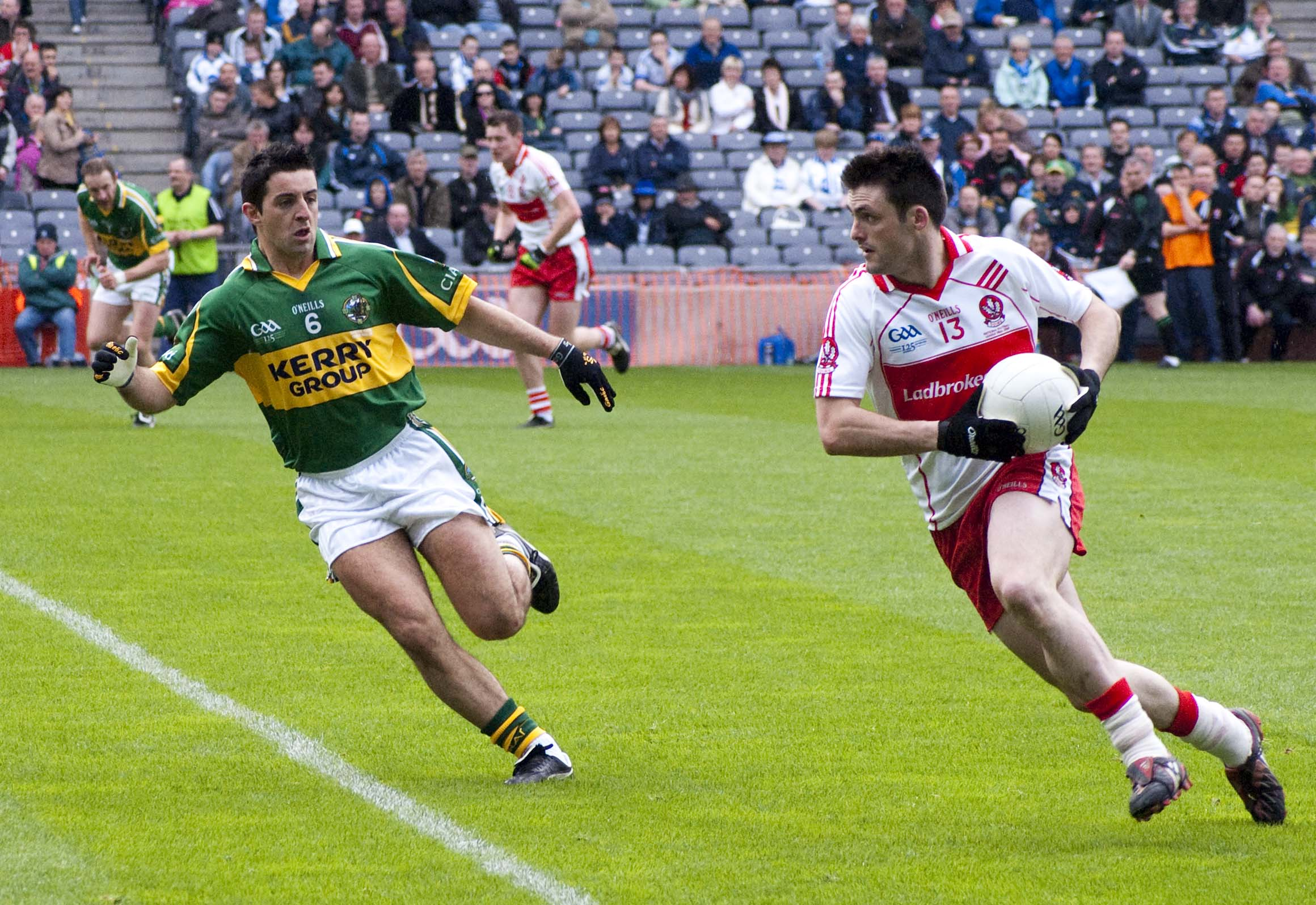
Fútbol gaélico.

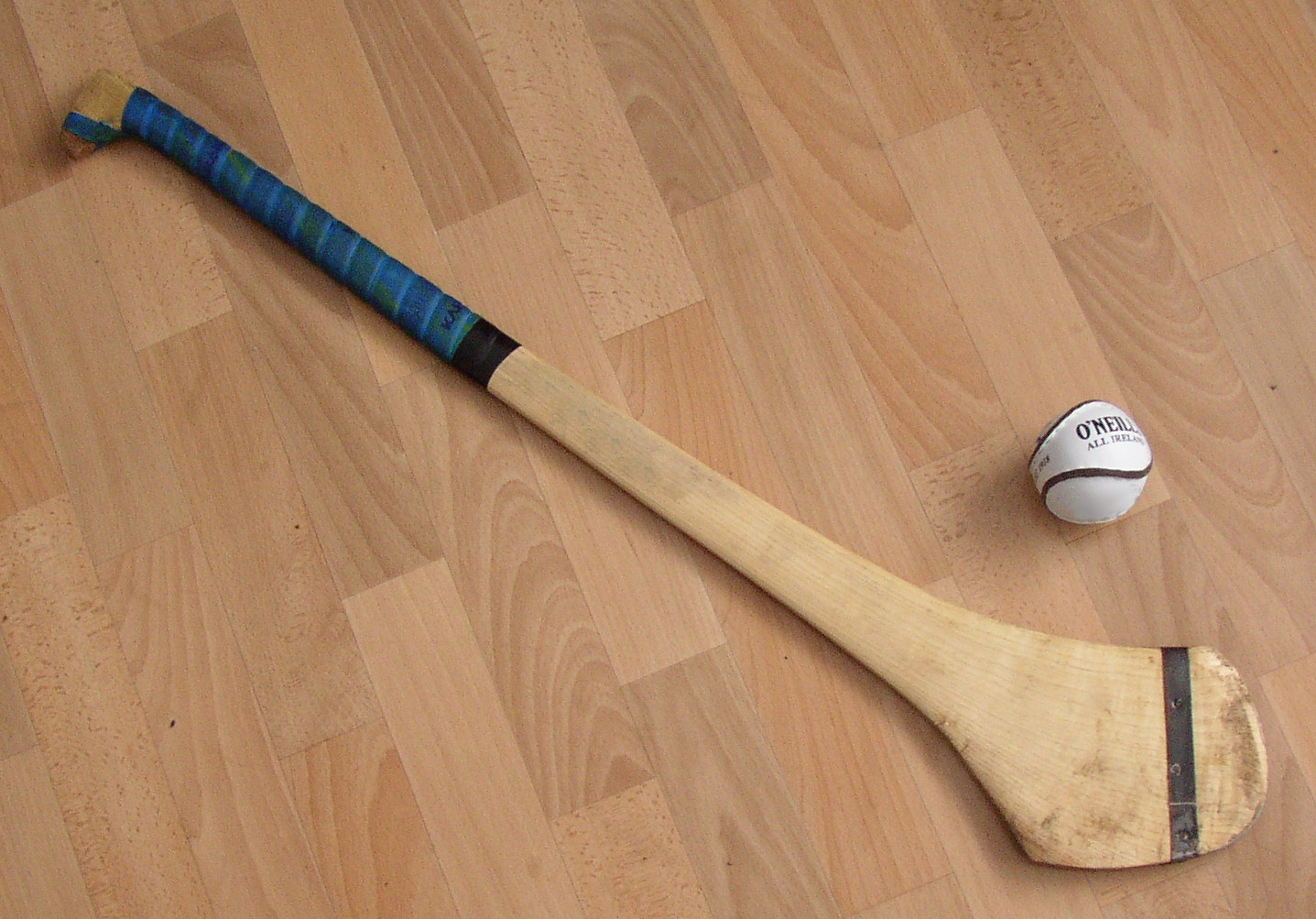
Equipo para la práctica del hurling.

El deporte en la isla de Irlanda es popular y generalizado. En toda la isla se practica una gran variedad de deportes, siendo los más populares el fútbol gaélico, el hurling, el fútbol, el rugby y el hockey. El fútbol gaélico es el deporte más popular en Irlanda en cuanto a la asistencia a partidos y la participación de la comunidad, y representa el 34% de las asistencias deportivas totales en la República de Irlanda, seguido del hurling (23%), el fútbol (16%) y el rugby (8%). La final de fútbol gaélico de la liga All-Ireland es el evento con mayor cantidad de espectadores en Irlanda. La natación, el golf, los aeróbicos, el fútbol, el ciclismo, el fútbol gaélico y el billar son las actividades deportivas con los más altos niveles de participantes. El fútbol es el deporte más popular entre las selecciones nacionales. El éxito de Irlanda en la Copa Mundial de Fútbol de 1990 congregó a 500.000 aficionados en Dublín para dar la bienvenida al equipo al momento del regreso a casa. La canción del equipo "Put 'Em Under Pressure" encabezó las listas irlandesas durante 13 semanas.
En Irlanda, muchos deportes, como el rugby, el fútbol gaélico y el hurling, se organizan en una base de toda la isla, con un solo equipo que representa a la isla de Irlanda en las competiciones internacionales. Otros deportes, como el fútbol, posee organizaciones separadas en Irlanda del Norte y la República de Irlanda. Tradicionalmente, aquellos en Irlanda del Norte que se identifican como irlandeses, predominantemente católicos y nacionalistas, apoyan al equipo de la República de Irlanda. En los Juegos Olímpicos, una persona de Irlanda del Norte puede elegir representar el equipo de Gran Bretaña o el equipo de Irlanda. También, como Irlanda del Norte es una nación de origen del Reino Unido, envía un equipo de Irlanda del Norte a los Juegos de la Commonwealth cada cuatro años.
- Asociación Atlética Gaélica
- Selección de fútbol de Irlanda del Norte
- Selección de fútbol de Irlanda
- Unión de Rugby Fútbol de Irlanda
- British Olympic Association
- Irlanda en los Juegos Olímpicos

## Medios de comunicación

### Periódicos

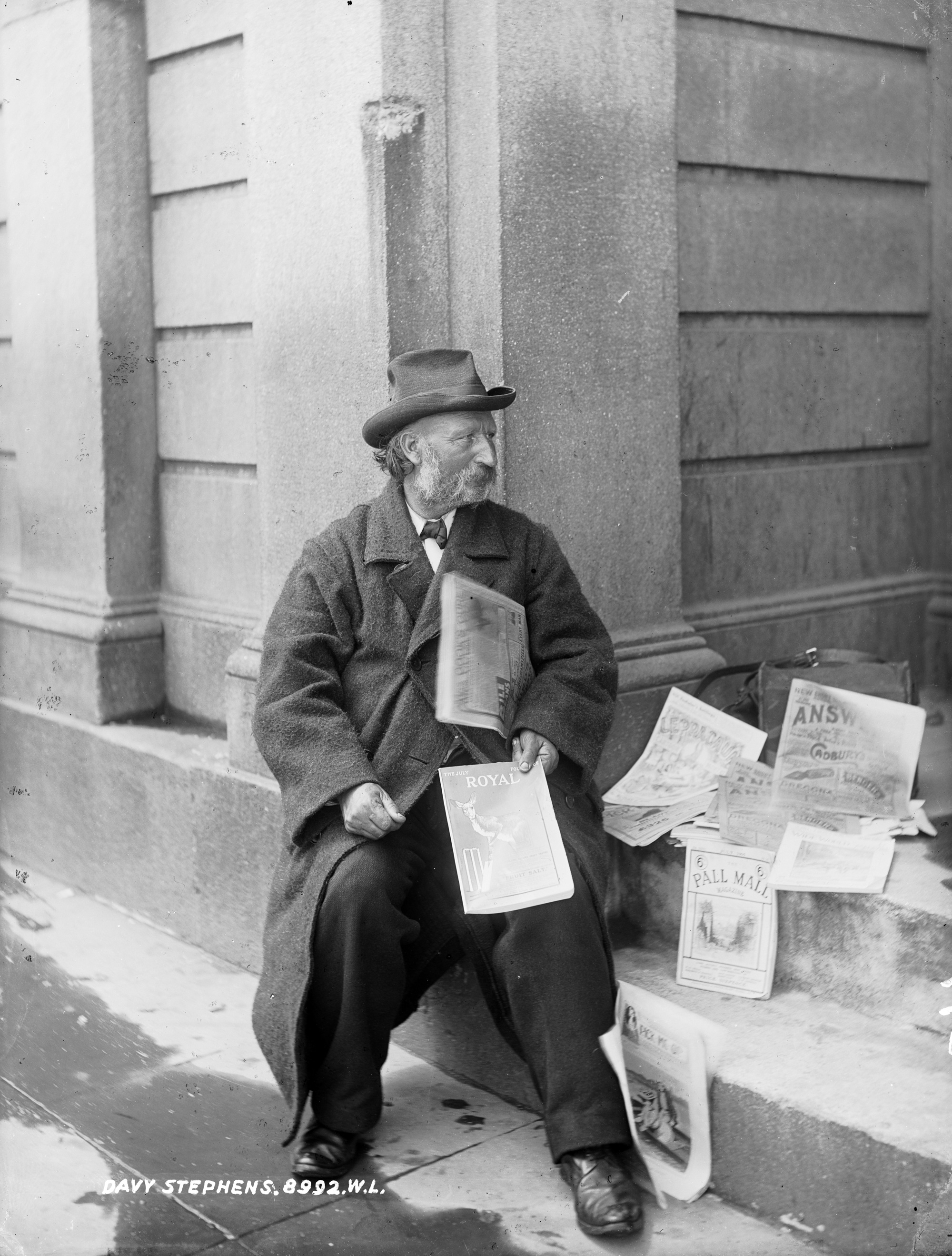
Un vendedor de diarios en Kingstown (hoy Dun Laoghaire) en 1905.

En la República de Irlanda hay varios periódicos diarios, entre ellos el Irish Independent, Iris Examiner, The Irish Times, The Star, The Evening Herald, Daily Ireland, The Sun, y en idioma irlandés, Lá Nua. El mercado dominical está bastante saturado con muchas publicaciones británicas. El periódico dominical líder en términos de circulación es The Sunday Independent. Otros periódicos populares incluyen The Sunday Times, The Sunday Tribune, The Sunday Business Post, Ireland on Sunday y Sunday World.
En Irlanda del Norte, los tres diarios principales son The News Letter, The Irish News, y The Belfast Telegraph. También están disponibles las versiones irlandesas de los periódicos británicos principales y de algunos diarios escoceses tales como Daily Record.
En términos de los periódicos del domingo, el Belfast Telegraph es el único de los tres principales diarios norirlandeses que tiene una publicación dominical, llamada Sunday Life. Aparte de esto, todos los principales periódicos dominicales del Reino Unido, como The Sun on Sunday, están ampliamente disponibles, al igual que algunos periódicos irlandeses como el Sunday World.
Hay un gran número de periódicos semanales locales tanto del Norte como del Sur, con la mayoría de los condados y grandes ciudades con dos o más periódicos. Curiosamente Dublín sigue siendo uno de los pocos lugares en Irlanda sin un periódico local importante desde que el Dublin Evening Mail cerró en los años 1960. En 2004, se lanzó el Dublin Daily, pero no consiguió atraer a suficientes lectores para hacerlo viable.
Una crítica importante del mercado de periódicos de la República de Irlanda es la posición fuerte que Independent News & Media tiene en el mercado. Controla el Evening Herald, Irish Independent, Sunday Independent, Sunday World y The Star, además de tener una gran participación en la compañía de cable Chorus y controlando indirectamente a The Sunday Tribune.
El mercado de las revistas irlandesas es uno de los más competitivos del mundo, con cientos de revistas internacionales disponibles en Irlanda, desde Time y The Economist hasta Hello! y Reader's Digest. Esto significa que los títulos nacionales encuentran muy difícil retener a los lectores. Entre las revistas irlandesas más vendidas se encuentran la Guía RTÉ, Eye Ireland, Irish Tatler, VIP, Phoenix y Dublín.

### Radio
La primera transmisión de radio conocida en Irlanda era una llamada a las armas hechas de la Oficina General de Correos en la calle O'Connell durante el alzamiento de Pascua. La primera estación de radio oficial en la isla fue 2BE Belfast, que comenzó a difundir en 1924. Esta fue seguida en 1926 por 2RN Dublín y 6CK Cork en 1927. 2BE Belfast más tarde se convirtió en la BBC Radio Ulster y 2RN Dublín se convirtió en RTÉ. La primera emisora de radio comercial de la República, Century Radio, salió al aire en 1989.
Durante los años noventa y particularmente en los primeros años del 2000, decenas de estaciones de radio locales han obtenido licencias. Esto ha dado lugar a una fragmentación del mercado de la emisión de radio. Esta tendencia es más notable en Dublín, donde existen 6 estaciones privadas con licencia en funcionamiento.

### Televisión

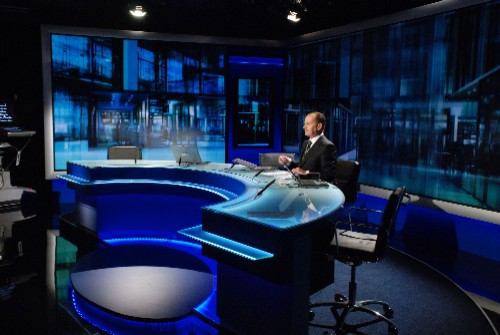
Estudio de televisión de RTÉ News.

Existen diferentes estaciones de televisión disponibles tanto en Irlanda del Norte como en la República de Irlanda. En Irlanda del Norte, las principales estaciones de televisión terrestre pertenecen a los canales británicos BBC One, BBC Two, ITV, Channel 4 y Channel 5. Tanto la BBC como ITV tienen programación regional local específica para Irlanda del Norte, producida y transmitida a través de BBC Irlanda del Norte y UTV. En términos de canales de satélite, en Irlanda del Norte, estos son los mismos que para el resto del Reino Unido, incluyendo todos los canales de Sky.
En la República de Irlanda, algunas áreas recibieron por primera vez la señal de la BBC Gales y luego la BBC de Irlanda del Norte, cuando empezó a emitir programas de televisión en 1959, antes de que RTÉ Television abriera sus puertas en 1961. Hoy en día, los principales canales terrestres de la República son RTÉ One y RTÉ Two. En 1998 comenzó a emitir Teilifís na Gaeilge (TnaG), ahora llamada TG4, que comenzó su servicio de lengua irlandesa en 1996.
Los canales de televisión internacionales británicos y satelitales tienen una amplia audiencia en la República de Irlanda. Las familias de canales de la BBC y de ITV están disponibles de forma gratuita en el aire en toda la República, y hay amplia disponibilidad de los cuatro principales canales del Reino Unido (BBC1, BBC2, ITV1 y Channel Four). También están disponibles Sky One, E4 y varios cientos de canales por satélite. Partes de la República pueden acceder al Freeview, sistema de televisión digital del Reino Unido.

### Cine

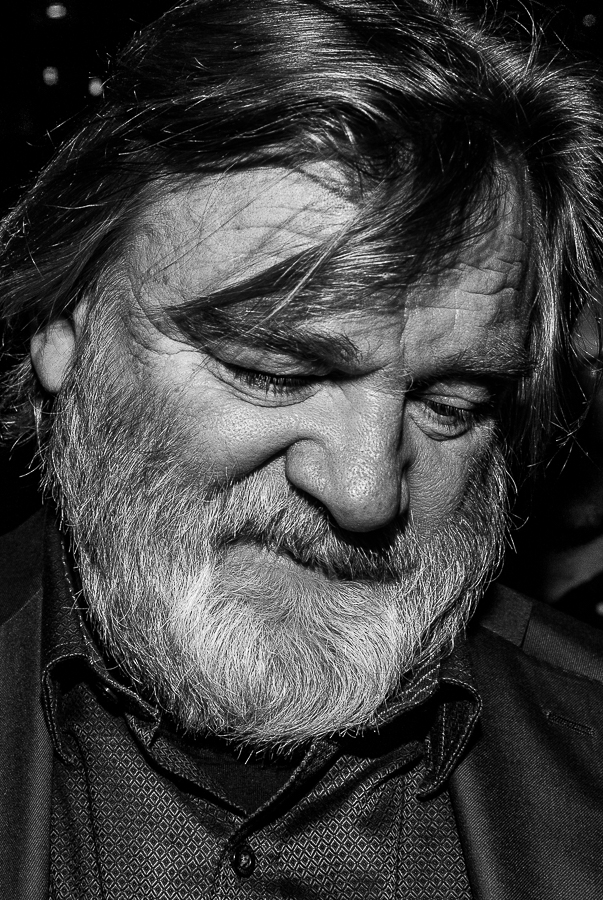
El actor irlandés Brendan Gleeson.

En la República de Irlanda, la industria cinematográfica ha crecido rápidamente en los últimos años, gracias en gran medida a la promoción del sector por la Irish Film Board (Bord Scannán na hÉireann, en irlandés), y a la introducción de generosas exenciones fiscales. Algunas de las películas irlandesas más destacadas incluyen Intermission (2001), Man About Dog (2004), Michael Collins (1996), Las cenizas de Angela (1999), Mi pie izquierdo (1989), The Crying Game (1992), En el nombre del padre (1994), The Commitments (1991), The Wind That Shakes the Barley (2006) y Once (2007). En los últimos años, el cine irlandés ha incursionado también en el cine de animación, destacándose películas como El secreto del libro de Kells (2009) y La canción del mar (2014).
Los directores de cine irlandeses más exitosos son Neil Jordan, John Carney y Jim Sheridan. Los actores irlandeses incluyen a Richard Harris, Peter O'Toole, Maureen O'Hara, Michael Gambon, Colm Meaney, Gabriel Byrne, Pierce Brosnan, Liam Neeson, Daniel Day-Lewis, Cillian Murphy, Jonathan Rhys Meyers, Saoirse Ronan, Brendan Gleeson, Domhnall Gleeson, Michael Fassbender, Ruth Negga, Jamie Dornan, Fiona Shaw, Colin O'Donoghue y Colin Farrell.
Irlanda también ha demostrado ser un lugar popular para filmar películas. La primera película filmada en Irlanda fue "A Lad from Old Ireland", una película de cine mudo filmada en 1910. A partir de allí, Irlanda ha sido localización de filmes como The Quiet Man (1952), El león en invierno (1968), Excalibur (1981), Saving Private Ryan (1998), Braveheart (1995), Rey Arturo (2004), P.S. I Love You (2007) y Star Wars: Episodio VII - El despertar de la Fuerza (2015).

## Organizaciones, instituciones y eventos culturales
Irlanda está bien provista de museos y galerías de arte y ofrece, especialmente durante los meses de verano, una amplia gama de eventos culturales. Estos van desde festivales de arte a eventos agrícolas. El más popular de éstos es el festival anual del día de San Patricio de Dublín que atrae en promedio 500.000 personas y los campeonatos nacionales de la arada con una asistencia en la región de 400.000. También hay un número de escuelas de verano en temas de la música tradicional a la literatura y las artes.
Las principales organizaciones responsables de financiar y promover la cultura irlandesa son:
- Concejo de Artes de Irlanda
- Concejo de Artes de Irlanda del Norte
- Cultura Irlanda
- Departamento de Artes, Herencias y el Gaeltacht (República de Irlanda)
- Departamento de Cultura, Artes y Ocio (Irlanda del Norte)

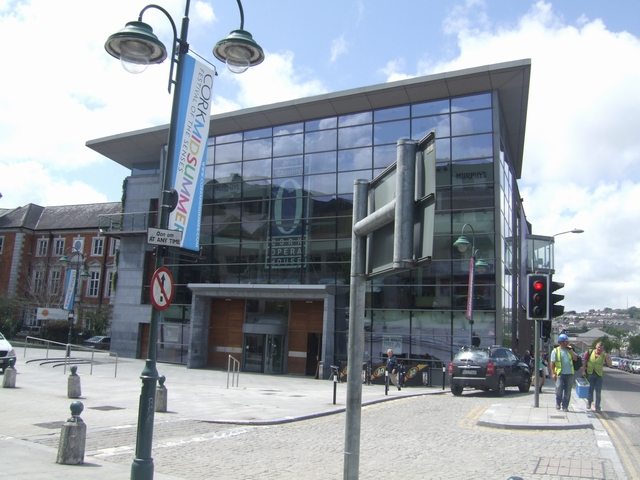
Cork Opera House.

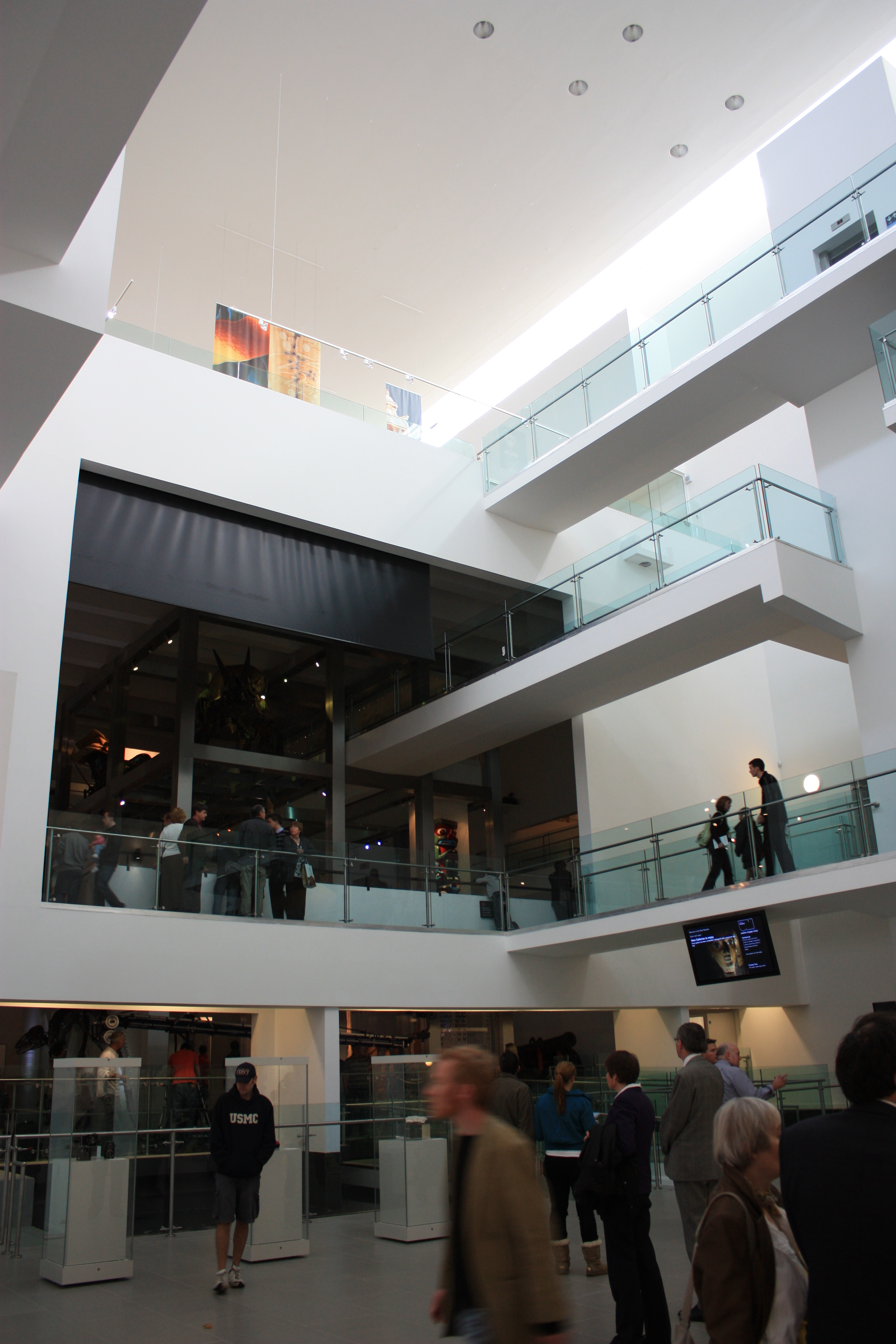
Museo del Úlster, Belfast.

Lista de organizaciones e instituciones
| - Abbey Theatre - Ambassador Theatre - Aosdána - Concejo de Artes de Irlanda - Art Projects Network - Chester Beatty Library - Comhaltas Ceoltóirí Éireann - Conradh na Gaeilge - Cork Opera House - Cultura Irlanda - Teatro Druida, Galway - Dublin Writers Museum - Gate Theatre - Gran ópera de Belfast - Galería Hugh Lane, Dublín - Heritage Council - Fundación Irlandesa de Arquitectura - Sociedad Georgiana Irlandesa - Ireland Literature Exchange (ILE) | - Museo Irlandés de Arte Moderno en el Royal Hospital Kilmainham - Asociación de Museos Irlandeses - Centro James Joyce - Lime Tree Theatre, Limerick - Macnas, Galway - National Archives of Ireland - Sala Nacional de Conciertos de Dublín - National Folklore Collection UCD - Galería Nacional de Irlanda - Biblioteca Nacional de Irlanda - Museo Nacional de Irlanda - Archivo Nacional de Fotografía - Museo Nacional de Transporte de Irlanda - Museo Nacional de Cera de Irlanda - Northern Ireland Screen - National Trust (Reino Unido) - Oficina de Obras Públicas | - Poetry Ireland - Real Sociedad de Dublín - Real Academia de Irlanda - Real Academia de Música Irlandesa - Real Sociedad de Anticuarios de Irlanda - Real Academia de Artes del Úlster - SFX City Theatre - State Heraldic Museum - Taibhdhearc na Gaillimhe, teatro en lengua irlandesa, Galway - Temple Bar Cultural Trust - The Helix, centro de presentaciones artísticas, Dublín - The Hunt Museum, Limerick - Teatro The Point - Ulster American Folk Park, Omagh - Ulster Folk and Transport Museum, condado de Down - Museo del Úlster, Belfast - Universidad de Limerick - W5, Belfast |

Eventos

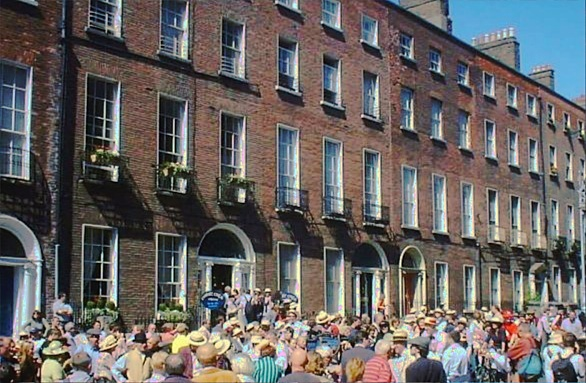
Celebración de Bloomsday en Dublín.

| - Bloomsday - Día de San Patricio - The Twelfth - Festival de San Patricio y Skyfest - National Ploughing Championships - Puck Fair, Killorglin | - Galway Arts Festival - Maiden City Festival - Cork Jazz Festival - Bray Jazz Festival - Dublin Theatre Festival - Earagail Arts Festival | - Fleadh Cheoil - Harvest Time Blues - Heritage Week - Kilkenny Cat Laughs Comedy Festival - City of Derry Jazz and Big Band Festival - Clifden Arts Festival |